# Genocidul armean

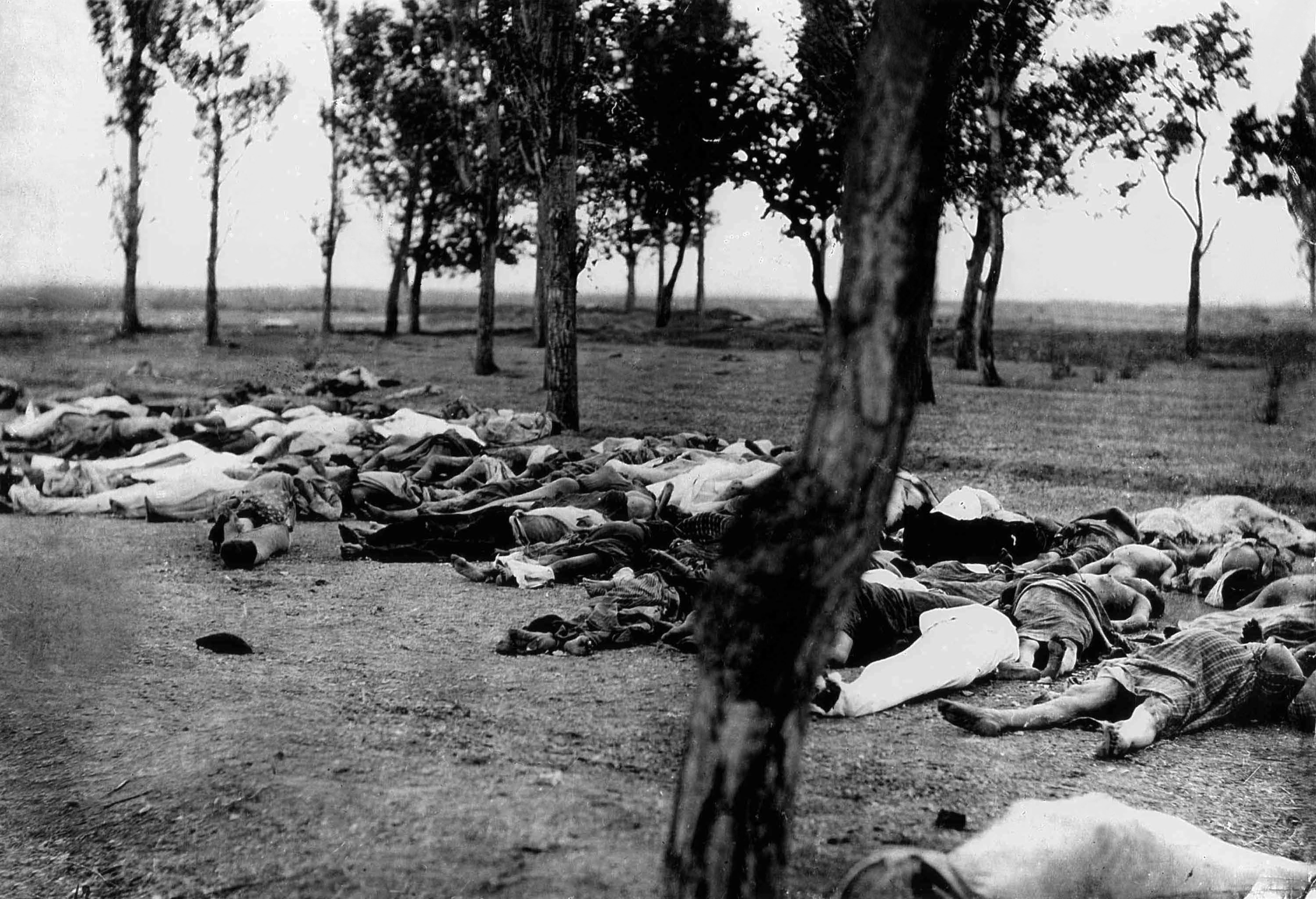
Cadavre de armeni: fotografie făcută de către Biserica Apostolică Armeană și transmisă lui Henry Morgenthau, în 1915, în apropiere de Ankara.
Publicată în 1919 în Memoriile ambasadorului Morgenthau, ambasadorul american scria în legendă: „Cei care au căzut pe drum. Scene similare erau fapt divers în toate provinciile armenești, în primăvara și în toamna lui 1915. Moartea în toate formele ei— masacre, foamete, epuizare— îi distrugea pe mare parte din refugiați. Politica turcă era exterminarea sub acoperirea deportării.”

Genocidul armean (în armeană Հայոց ցեղասպանություն, transliterat: Hayoc’ c’eġaspanowt’yown, în turcă Ermeni Soykırımı) este un genocid comis din aprilie 1915 până în iulie 1916 sau chiar 1923, în care două treimi dintre armenii care trăiau pe teritoriul de astăzi al Turciei au pierit în urma deportărilor, a foametei și a masacrelor⁠(d) de mare amploare. A fost planificat și executat de către partidul de la putere în momentul respectiv, Comitetului Uniunii și Progresului (CUP), mai bine cunoscut sub numele de „Junii Turci”, compus în special din triumviratul de ofițeri⁠(d), Talaat Paşa, Enver Paşa și Jemal Paşa, care conduceau Imperiul Otoman implicat în acea dată în Primul Război Mondial alături de Puterile Centrale. Genocidul a costat viețile a aproximativ un milion două sute de mii de armeni din Anatolia și Armenia de vest⁠(d).
Deportările și masacrele au fost pregătite și organizate de la Constantinopol, capitala de atunci a Imperiului, și implementate la nivel local de către liderii din diverse districte și provincii. Fiecare birou local era responsabil pentru colectarea armenilor din aria sa administrativă, apoi soldații și jandarmii otomanii escortau convoaiele până în deșert în „marșurile morții⁠(d)” și comiteau ei înșiși asasinate sau dădeau frâu liber violenței grupurilor de bandiți înarmați, în cea mai mare parte kurzi. Mulți criminali, grupați în ceea ce va fi cunoscut sub numele de „Organizația specială⁠(d)” au fost eliberați de către autorități în acest scop.
Politica de recunoaștere a acestui genocid la nivel mondial este încă subiect de dezbatere și controverse, din cauza negaționismului genocidului⁠(d), mai ales în Turcia. În octombrie 2015, genocidul era recunoscut de către parlamentele a douăzeci și nouă de țări.

## Armenii din Imperiul Otoman la începutul secolului al XX-lea

### Populația armeană din Imperiul Otoman înainte de 1915

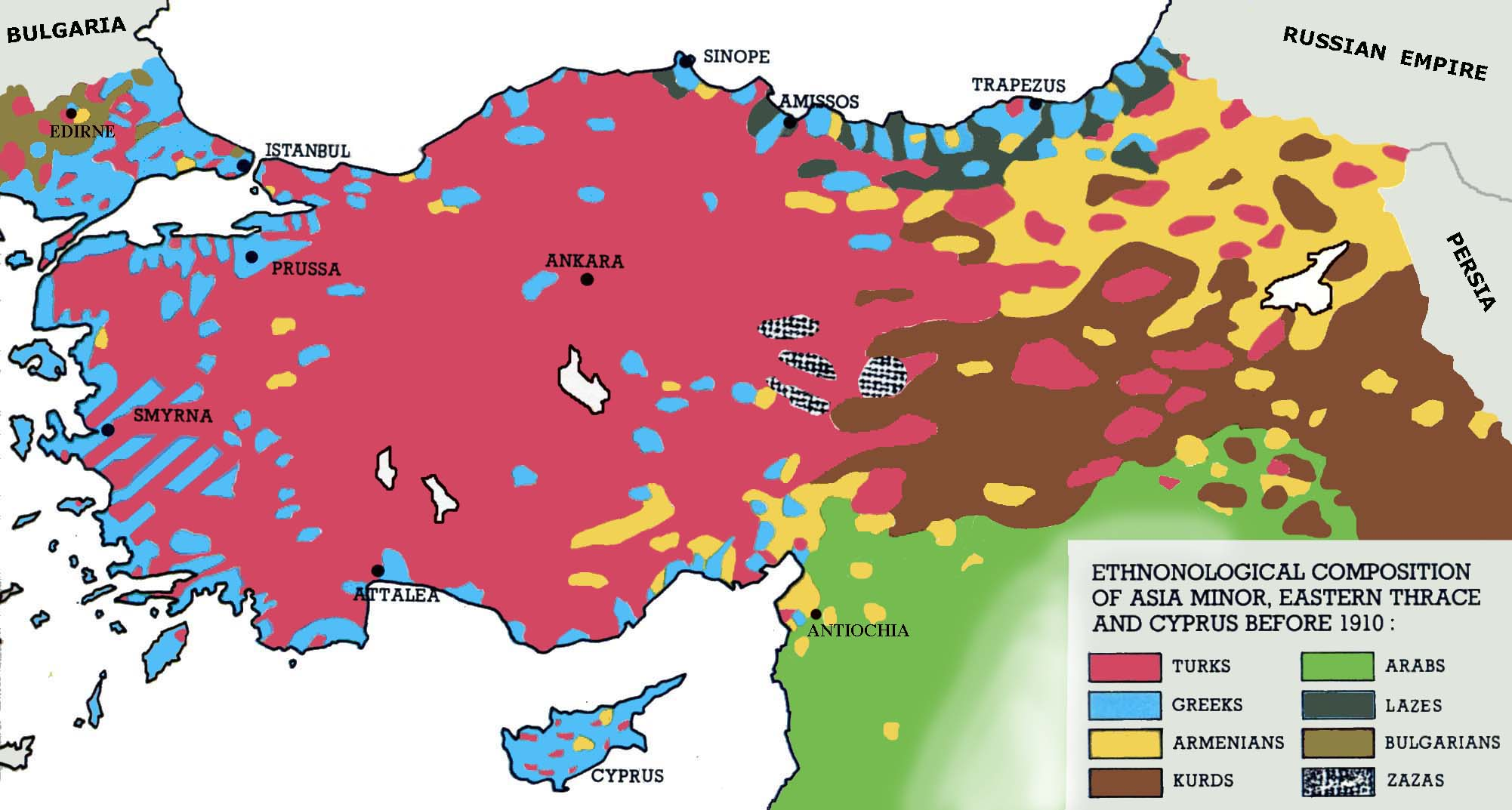
Compoziția etnică a Anatoliei, în 1910: Armenii sunt afișați cu galben.

Situația precedentă genocidului face posibilă în teorie înțelegerea a ceea ce s-a întâmplat și a consecințelor. Cu toate acestea, date demografice asupra populației armenești care trăia în Imperiul Otoman înainte de izbucnirea Primului Război Mondial variază de la sursă la sursă, de exemplu între cea dată de patriarhia armenească din Constantinopol (numere mai mari) și cifrele date de autoritățile otomane oficiale (numere mai mici).
Cele mai multe estimări⁠(d) consideră că trăiau între un milion și jumătate și două milioane și jumătate de armeni în Imperiul otoman înainte de genocid.
Patriarhia armeană a efectuat mai multe recensăminte în ultimele decenii ale secolului al XIX-lea: trei milioane de armeni conform statisticilor făcute de delegația armenească de la congresul de la Berlin (1878), două milioane șase sute șaizeci de mii, potrivit unei statistici mai noi, din 1882. În cele din urmă, sursele patriarhiei armenești dădeau o populație armenească de aproximativ două milioane o sută de mii de oameni în ajunul Primului Război Mondial. Cum între timp au avut loc masacrele hamidiene⁠(d), masacrele din Cilicia și mai multe valuri de emigrare⁠(d), ceea ce explică cifrele demografice în scădere.
Dacă luăm statisticile oficiale otomane, este de remarcat faptul că recensământul din anul 1844 duce la aproape două milioane numărul de armeni numai din Turcia Asiatică. Douăzeci de ani mai târziu, în 1867, guvernul otoman a făcut public numărul de două milioane de armeni în Turcia Asiatică și încă patru sute de mii în Turcia Europeană, până la un total de două milioane patru sute de mii. Apoi se observă că armenii și ponderea lor demografică a devenit o problemă serioasă în timpul negocierilor din 1878 în vederea tratatului de la San Stefano și apoi de la congresul de la Berlin: atunci a fost menționată pentru prima oară posibila autonomie a Armeniei. Guvernul otoman prezenta atunci cifre reduse cu aproape jumătate, între un milion o sută șaizeci de mii și un milion trei sute de mii de armeni pe teritoriul otoman. Era intenția guvernului la acea dată să minimizeze importanța acestei minorități, care atrăgea intermitent atenția comunității internaționale și care revendica din ce în ce mai viguros respectarea drepturilor sale așa cum erau ele definite prin tratate și prin constituție; acum, cifrele diferă mult între surse, armenești și otomane. Anterior, logica era diferită: cu cât erau mai mulți armeni, cu atât puteau autoritățile să ceară taxe mai mari în conformitate cu sistemul milletului.
Ca o ultima cifră, revelată de carnetul personal de însemnări al lui Talaat Paşa, erau un milion șase sute șaptesprezece mii două sute de armeni în 1914, o cifră mult mai mare decât statisticile oficiale otomane din epocă.

### Contextul politic

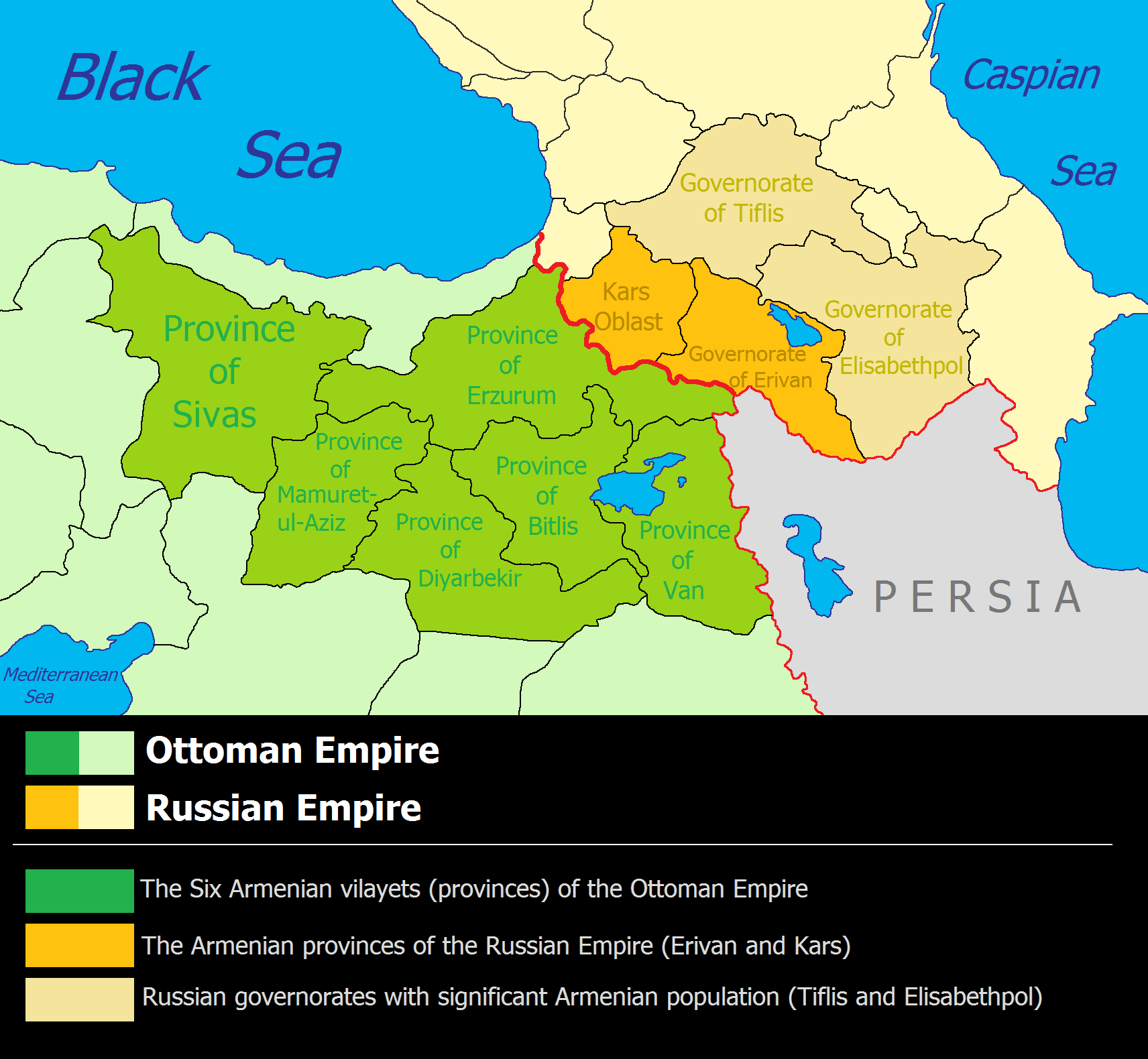
Cele șase vilayete armenești din Imperiul Otoman în anul 1900 (cu verde intens); sunt figurate și provinciile armenești ale Imperiului Rus (portocaliu intens) și celelalte provincii țariste în care era prezentă minoritatea armeană.

#### Emanciparea minorităților în Imperiul Otoman
Secolul al XIX-lea se caracterizează printr-o mișcare de emancipare a minorităților din Imperiul Otoman, marcat de războiul grec de independență din 1821 la 1830, de la revoltele din Balcani, care au dus la unirea Principatelor Române în 1859, și la independența Muntenegrului, României și Serbiei, și la autonomia Bulgariei în 1878. Aceste mișcări au condus la tratatele de la San Stefano și Berlin, în 1878, care au pus capăt Războiului Ruso-Turc din 1877-1878, care a consacrat independența popoarelor din Balcani, precum și dezmembrarea părții europene a Imperiului Otoman. De asemenea, prin aceste tratate, „Sublima Poartă se angajează să realizeze fără întârziere îmbunătățirile și reformele pe care le cer nevoile locale în provinciile locuite de armeni și să le garanteze siguranța în fața cerchezilor și kurzilor.”
La sfârșitul secolului al XIX-lea, armenii din Imperiul Otoman au devenit conștienți de inegalitatea drepturilor lor în raport cu alți cetățeni otomani. În urma nepunerii în aplicare a reformelor promise de tratatele de la 1878, s-au format grupări de armeni, de cele mai multe ori revoluționare. Ei denunțau metodele sultanului, cereau punerea în aplicare a reformelor, libertate pentru toți și egalitate între armeni și musulmani. Partidul Liberal Democrat Armean⁠(d) a fost înființat în 1885, partidul Hunceac⁠(d) („clopotul”), de orientare socialistă, în 1886 (sau 1887), și Federația Revoluționară Armeană Dașnak în 1890 (de orientare relativ pro-independență). Membrii acestor partide readuceau speranța în rândul armenilor din Imperiul Otoman (în principal țărani). În schimb, emanciparea căutată de aceste partide avea să fie unul dintre principalele motive ale Imperiului pentru a-i masacra pe armeni. Răscoale de mică amploare au loc în vilayete în care trăiau armenii — în Zeitun, de exemplu — dar represiunea otomană a fost sângeroasă și s-a terminat cu masacre, preludii ale genocidului.

#### Situația politică turcă

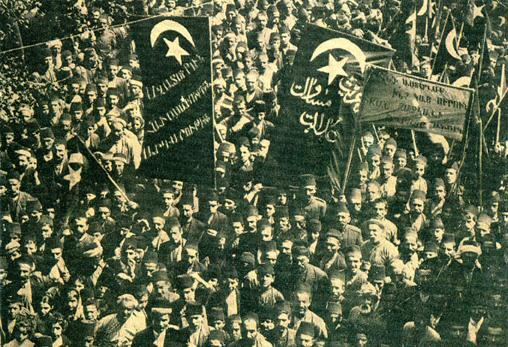
Armeni din Constantinopol sărbătorind formarea guvernului Junilor Turci, în 1908.

Încă de la sfârșitul secolului al XIX-lea, s-a coagulat un grup de adversari ai sultanului Abdülhamid II, care a dat naștere Comitetului Uniunii și Progresului (CUP), compus din turci naționaliști sau progresiști, „Junii Turci”. CUP a primit sprijin de la multe dintre mișcările care reprezentau minoritățile Imperiului, inclusiv de la mișcările de independență sau autonomiste armenești ca Dașnak. Totuși, această alianță de conveniență avea limitele sale într-o problemă crucială, și anume crearea unui stat armenesc autonom sau independent. Junii Turci au reușit să-l răstoarne pe sultan în 1908, cu ajutorul mișcărilor minorităților, și au trecut la conducerea Imperiului Otoman. Minoritățile și-au făcut intrarea în parlament, comunitățile fraternizau. Ele au început în curând să ceară independență și au obținut sprijin din partea democrațiilor occidentale.
Cu toate acestea, CUP nu accepta crearea unui stat armean, iar mișcările pentru independență au încetat să-i mai ofere sprijin și au căutat să creeze alte alianțe în regiune, inclusiv cu ajutorul rușilor. Inspirat de pozitivism și de darwinismul social, CUP a dezvoltat încetul cu încetul o ideologie naționalistă turcistă care a cucerit elita otomană, transformată mai departe de o aripă radicală în panturcism, reînviind chiar și mitul panturanismului⁠(d). Junii turci au impus asimilarea forțată a diferitelor popoare care alcătuiau restul Imperiului, și trecerea treptată de la un sistem imperial, multi-național, multi-etnic și multicultural, la un sistem de stat național. Victime ale acestui naționalism și ale panturcismului, armenii, care erau o componentă demografică importantă a Imperiului, au devenit dușmani din interior și un obstacol major pentru unificarea etnică a turcilor din Anatolia și expansiunea lor în țările de limbă turcică din Asia centrală, o zonă geografică descrisă de Ternon ca un „spațiu vital” al panturcismului. În acest context, liderii mișcării junilor turci au trecut progresiv de la o abordare politico-legalistă la una naționalistă, militară și violentă. În 1909, masacrele din Cilicia⁠(d), în care au fost implicați Junii Turci, aveau să semene și mai multă îndoială cu privire la intențiile acestora față de armeni.

### Violențe anterioare genocidului

#### Masacrele hamidiene, 1894-1896
Masacrele hamidiene⁠(d), din 1894–1896, au fost preludiul genocidului, prima serie de acte criminale de mare amploare comise împotriva armenilor din Imperiul Otoman. Acestea au avut loc sub domnia sultanului Abdülhamid II, cunoscut în Europa sub numele de „Sultanul Roșu” sau „Marele Sângerător”, care a ordonat personal masacrele în urma refuzului armenilor din Sason⁠(d) de a plăti dublu birul între iulie și septembrie 1894. Kurzii, asistați de hamidié, regimente de cavalerie kurdă, au venit ca întăriri, au asediat și apoi au masacrat între 18 august și 10 septembrie 1894 populația armeană din Sason, declanșând un val de masacre în tot Imperiul Otoman, care a durat până în 1896.

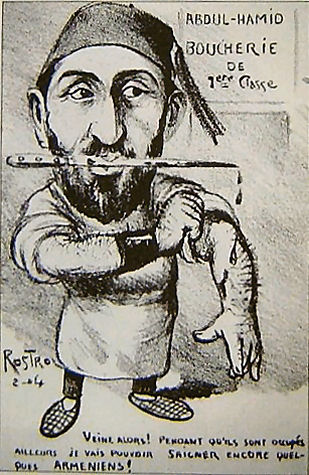
Caricatură a sultanului Abdul-Hamid al II-lea.

În Franța, Jean Jaurès condamna masacrul populației armenești, precum și indiferența guvernului francez, a cărui „tăcere rușinoasă” era condamnată și de Anatole France, într-un discurs în Camera Deputaților pe 3 noiembrie 1896. Regatul Unit, care ducea o politică mai activă, a pus mai multă presiune asupra guvernului otoman pentru a asigura punerea în aplicare a articolului 61 din tratatul de la Berlin, iar în octombrie 1895, prim-ministrul, Lordul Salisbury, se pronunța în favoarea unei intervenții militare împotriva Imperiului Otoman, în ciuda opoziției Amiralității, care se temea de pierderi grele pentru marina britanică. Ca răspuns la pregătirea militară a englezilor, Rusia a pregătit și ea în Crimeea un corp de debarcare, și și-a înarmat flota de la Marea Neagră, ceea ce a pus capăt masacrelor din Armenia, la sfârșitul lunii octombrie 1896.
Bilanțul acestui masacru este estimat a fi de aproximativ două sute de mii de morți, sute de mii de refugiați, cincizeci de mii de copii rămași orfani, patruzeci de mii de convertiți cu forța la islam, două mii cinci sute de sate devastate, cinci sute șaizeci și opt de biserici distruse sau transformate în moschei. Magnitudinea masacrelor a fost de așa natură încât trebuie mers înapoi în istoria Imperiului Otoman până la masacrele împotriva aleviților de la începutul secolului al XVI-lea pentru a găsi un precedent comparabil.

#### Masacrele din Cilicia (Adana), 1909

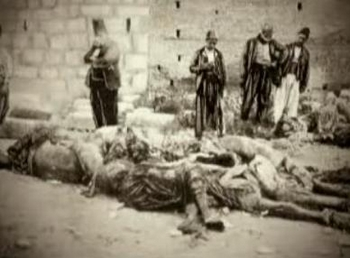
Cadavrele în orașul Adana, aprilie 1909.

Celălalt preludiu al Genocidului Armenilor, masacrele din Cilicia⁠(d) (sau Adana), au început în miercurea de după Paști, la 14 aprilie 1909 și s-au prelungit până la 27 aprilie 1909. Ele au început la Adana, unde aproape treizeci de mii de oameni organizați în cinci până la zece miliții au jefuit și au masacrat metodic casele și magazinele din cartierul armenesc Chabanieh, înainte de a-l incendia cu susținerea tacită a autorităților locale, care au eliberat și au înarmat deținuți de drept comun, pentru ca ei să ia parte la masacre. A doua zi, ele s-au răspândit în zonele rurale ciliciene și în alte orașe: Hadjin, Sis, Zeitun, Alep, Dörtyol.
Masacrele au încetat pe 17 aprilie, odată cu sosirea marinei franceze, apoi a celor engleză, rusă, germană, americană și italiană. S-au reluat pe 24 aprilie, odată cu sosirea armatei otomane trimise din Constantinopol. Trupele regulate constituționale otomane au participat la masacre. ⁠Stephen Pichon, ministrul de externe al Republicii Franceze, a adus această acuzație în fața Camerei Deputaților Franței, în timpul ședinței din 17 mai 1909: „S-a întâmplat, din păcate, că trupele care fuseseră trimise să oprească atentatele, dimpotrivă, au participat la ele. Faptul este exact.”
Organizate de mișcarea Junilor Turci venită la putere în 1908, aceste crime au făcut aproape treizeci de mii de victime, dintre care douăzeci de mii numai în vilayetul Adana⁠(d). Pagubele materiale s-au ridicat la mai multe milioane de lire turcești, peste o sută de mii de armeni rămânând fără adăpost și 7903 orfani fiind identificați.

## Contextul și derularea

### Armenii în fața Primului Război Mondial

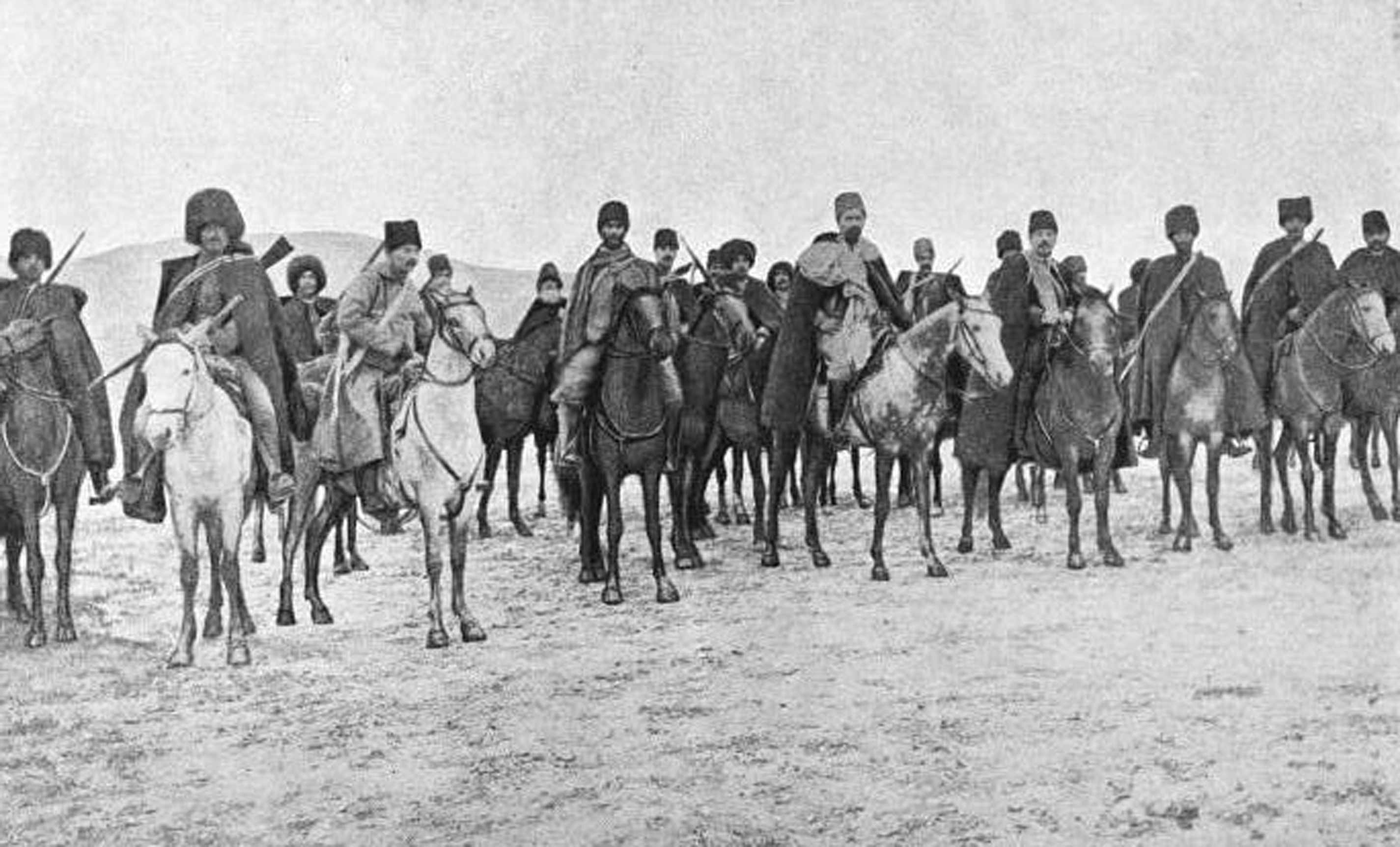
1914. Comandanții :, și

La momentul la care Primul Război Mondial era pe punctul de a izbucni, armenii erau conștienți de faptul că riscau să fie prinși între Imperiul Rus și Imperiul Otoman. Încă din vara anului 1914, liderii Junilor Turci cereau armenilor mai de seamă din Van și Erzurum să organizeze o revoltă a armenilor împotriva rușilor, cerere formulată mai ales la al optulea congres⁠(d) al Federației Revoluționare Armene (FRA). Liderii au refuzat, argumentând că armenii trebuie să lupte cu loialitate pentru statul din care fac parte. La 1 noiembrie 1914, la cererea Germaniei, Imperiul Otoman a intrat în Primul Război Mondial alături de Puterile Centrale.
Tensiunea a crescut din toamna anului 1914, când secțiunea transcaucaziană a FRA a participat la formarea unităților de voluntari armeni⁠(d) pentru armata rusă, încălcând concluziile celui de al optulea congres. La fel, în octombrie 1914, FRA a pus la punct o rețea de contrabandă cu Rusia pentru înarmarea populației armenești din Van, ceea ce va fi considerat mai târziu de către liderul FRA Hovannès Katchaznuni a fi o „greșeală”.
Henry Morgenthau relatează creșterea progresivă a tensiunii pe la sfârșitul anului 1914: „de-a lungul toamnei și iernii 1914-1915, s-au produs semne ce prevesteau evenimente grave și, în același timp, armenii au exercitat o reținere admirabilă. De ani de zile, politica turcă consta din provocări la revolta creștinilor, care să devină apoi pretext și scuză pentru masacre. Numeroase indicii le spuneau clericilor armeni și liderilor lor politici că turcii vor folosi vechile tactici; de asemenea, îndemnând poporul la calm, recomandându-le să suporte toate jignirile și toate insultele cu răbdare pentru a nu da musulmanilor ocazia pe care o caută: «Și de-ar pârjoli unele din satele noastre, îi sfătuiau ei, nu vă răzbunați, căci distrugerea unui număr mic de cătune e de preferat morții întregii națiuni»”.

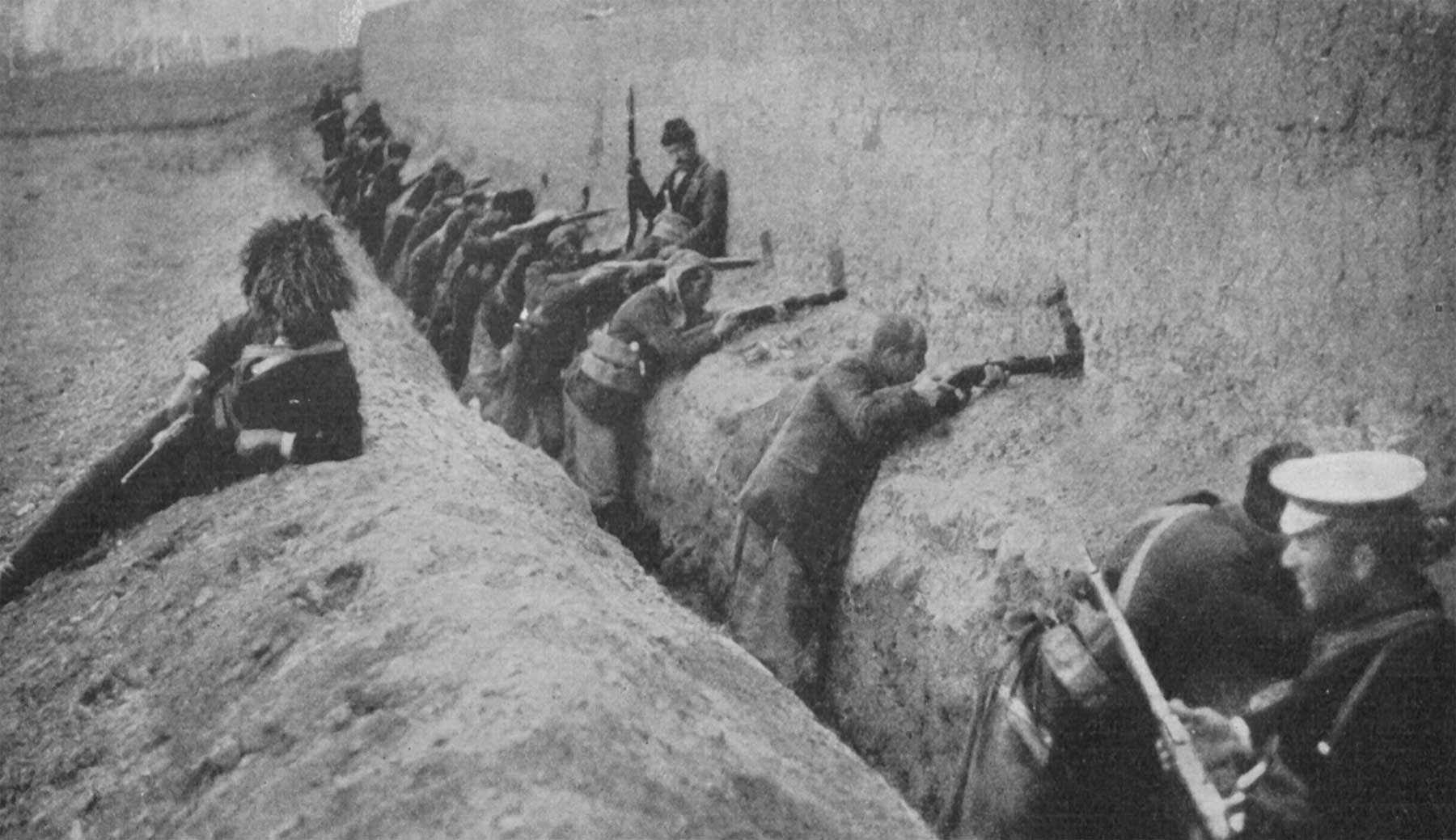
Soldați armeni pe linia de în mai 1915.

Armata a III-a Otomană, care s-a avântat fără pregătire logistică în Transcaucazia, a fost zdrobită de către armata rusă în ianuarie 1915, la Sarikamiș⁠(d). Enver Paşa i-a acuzat pe armenii din regiune că pactizarea lor cu rușii ar fi provocat înfrângerea de la Sarikamiș, fapt dezmințit de observatorii locali. La 18 aprilie 1915, 60.000 de armeni au fost masacrați în regiunea Van, leagăn istoric al poporului armean. Justificarea avansată pentru aceste masacre a fost că este o reacție la dezertările armenilor, și mai ales în fața câtorva acte de rezistență localizate. Supraviețuitorii s-au retras în orașul Van și au organizat apărarea acestuia, ceea ce va fi prezentat de către guvern ca o revoluție, versiune contrazisă de toate rapoartele martorilor italieni, germani sau americani (consuli, misionari, profesori etc.) care au explicat că armenii au organizat o apărare a orașului pentru a evita să fie supuși unui masacru.
Distrugerea populației armenești a fost implementată în două faze succesive: din aprilie 1915 până la jumătatea toamnei lui 1915 în șapte provincii — vilayete — estice din Anatolia, inclusiv cele patru mai apropiate de frontul rusesc: Trabzon⁠(d), Erzurum⁠(d), Van⁠(d), Bitlis⁠(d), și trei mai din interior: Sivas⁠(d), Harput⁠(d), Diyarbakır⁠(d) — unde trăiau aproape un milion de armeni; apoi, de la sfârșitul anului 1915 până în toamna anului 1916, și în alte provincii ale Imperiului.

### Prima fază a genocidului (aprilie-toamna 1915)

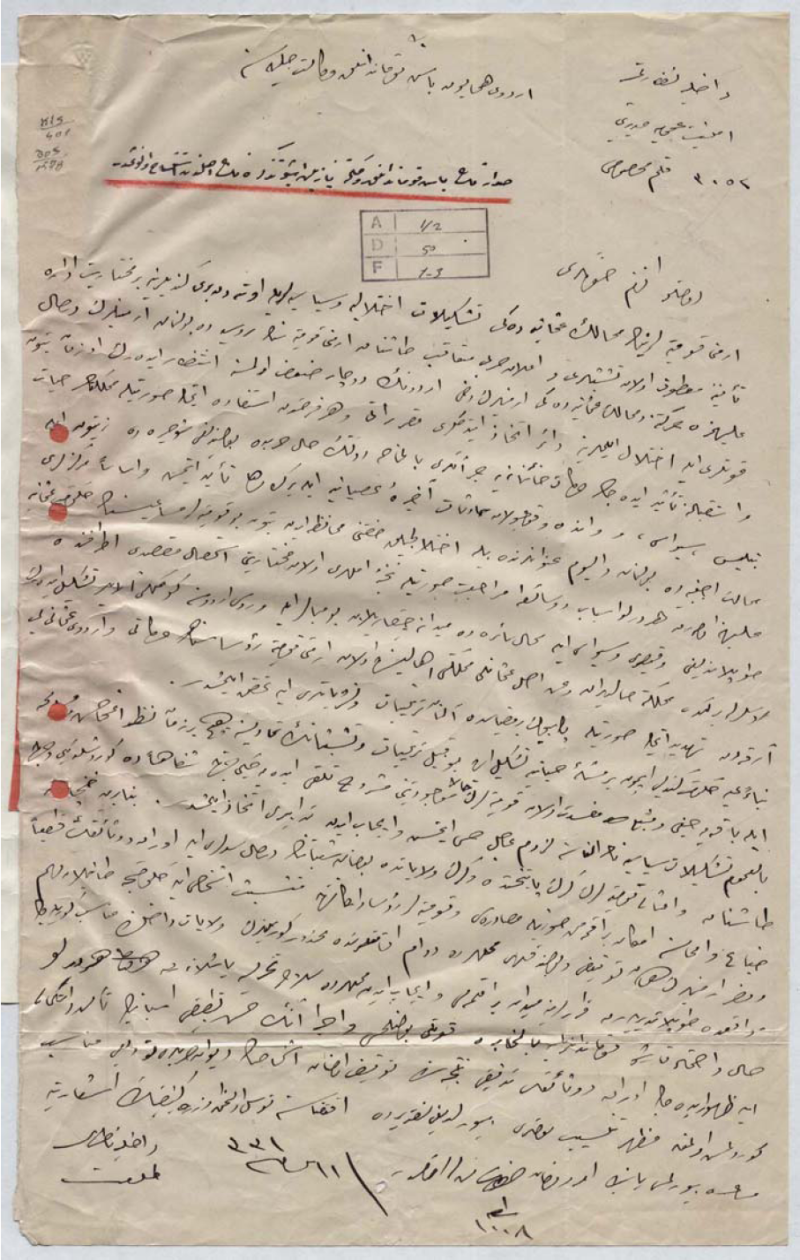
Circulara 3052 din 24 aprilie 1915, semnată de ministrul de interne Talaat Paşa prin care ordona autorităților militare și administrațiilor din întregul Imperiu Otoman să aresteze liderii armeni locali. Este documentul fondator al începutului crimelor în masă, iar data de 24 aprilie 1915 a fost reținută foarte repede ca dată de începere a operațiunilor

În februarie 1915, comitetul central al partidului și cabinetul ministrului de război, Talaat Paşa și Enver în special, s-au întâlnit în secret cu un plan de distrugere care va fi executat în următoarele luni. A fost prezentat oficial ca o deplasare a populației armene — pe care guvernul o acuza de colaborare cu inamicul rus — departe de front. În fapt, deportarea este doar masca ce acoperă o operațiune de anihilare a tuturor armenilor din Imperiu; îndepărtarea de front a mai multor victime, în timpul diferitelor etape ale masacrelor, elimină orice plauzibilitate pentru acuzația de colaborare acestora cu inamicul.

#### Dezarmarea recruților armeni
Prima măsură luată în februarie 1915, a fost dezarmarea soldaților și jandarmilor armeni recrutați în armata otomană, deși Enver Paşa, după o inspecție pe frontul din Caucaz, în februarie 1915, declara că „soldații armeni ai armatei otomane și-au îndeplinit cu scrupulozitate toate îndatoririle pe câmpul de luptă, de aceasta pot să dau personal mărturie. Doresc să-mi exprim toată satisfacția și recunoștința poporului armean al cărui perfect devotament față de guvernul imperial otoman este bine cunoscut”. Ei au fost retrogradați la batalioane special create și alocate pentru lucrări și întreținerea drumurilor, și apoi eliminați în grupuri mici în cursul anului 1915, de către jandarmii responsabili de supravegherea lor, sau de kurzii chemați pentru întărire.

#### Raidul din 24 aprilie 1915
Pe 24 aprilie 1915, ministrul de interne Talaat Paşa din guvernul Junilor Turci a dat un ordin de arestare a intelectualilor armeni. Operațiunea a început la orele 20 la Constantinopol, și a fost efectuată de Bedri Bey, șeful poliției din Constantinopol. În noaptea de 24 spre 25 aprilie 1915, între 235 și 270 de intelectuali armeni au fost arestați, în special clerici, medici, redactori, jurnaliști, avocați, profesori, artiști și politicieni, inclusiv membri ai parlamentului otoman⁠(d). Un al doilea val de arestări a fost lansat pe 25 aprilie, și a condus la arestarea a 500 până la 600 de armeni. În total, se estimează că 2345 de armeni de seamă au fost arestați în câteva zile, înainte de a fi deportați și masacrați în marea lor majoritate în lunile următoare.

#### Deportarea în lagăre

Hartă reprezentând fluxul de deportări, centre de control, stații, lagăre de concentrare și exterminare, precum și locuri de rezistență a armenilor.

În provinciile răsăritene, operațiunea s-a desfășurat peste tot într-un mod similar. Persoanele de seamă au fost sistematic arestate pe motivele unei presupuse conspirații împotriva guvernului, și în casele lor s-au căutat arme și probe în acest sens. Aceștia au fost apoi torturați pentru a se obține mărturisiri, deportați spre destinații necunoscute, și apoi masacrați în împrejurimi. A fost publicată o notificare de deportare conform căreia întreaga populație (persoane nepotrivite pentru mobilizarea generală) trebuie să fie evacuată în deșerturile din Siria și Mesopotamia în convoaie de femei, copii și persoane în vârstă care părăseau orașul, la intervale regulate, pe jos, cu puține sau fără bagaje, însoțiți de polițiști călare. În total, au fost numărate 306 convoaie de deportați între aprilie și decembrie 1915, cu un total de 1.040.782 de persoane numărate în aceste convoaie.

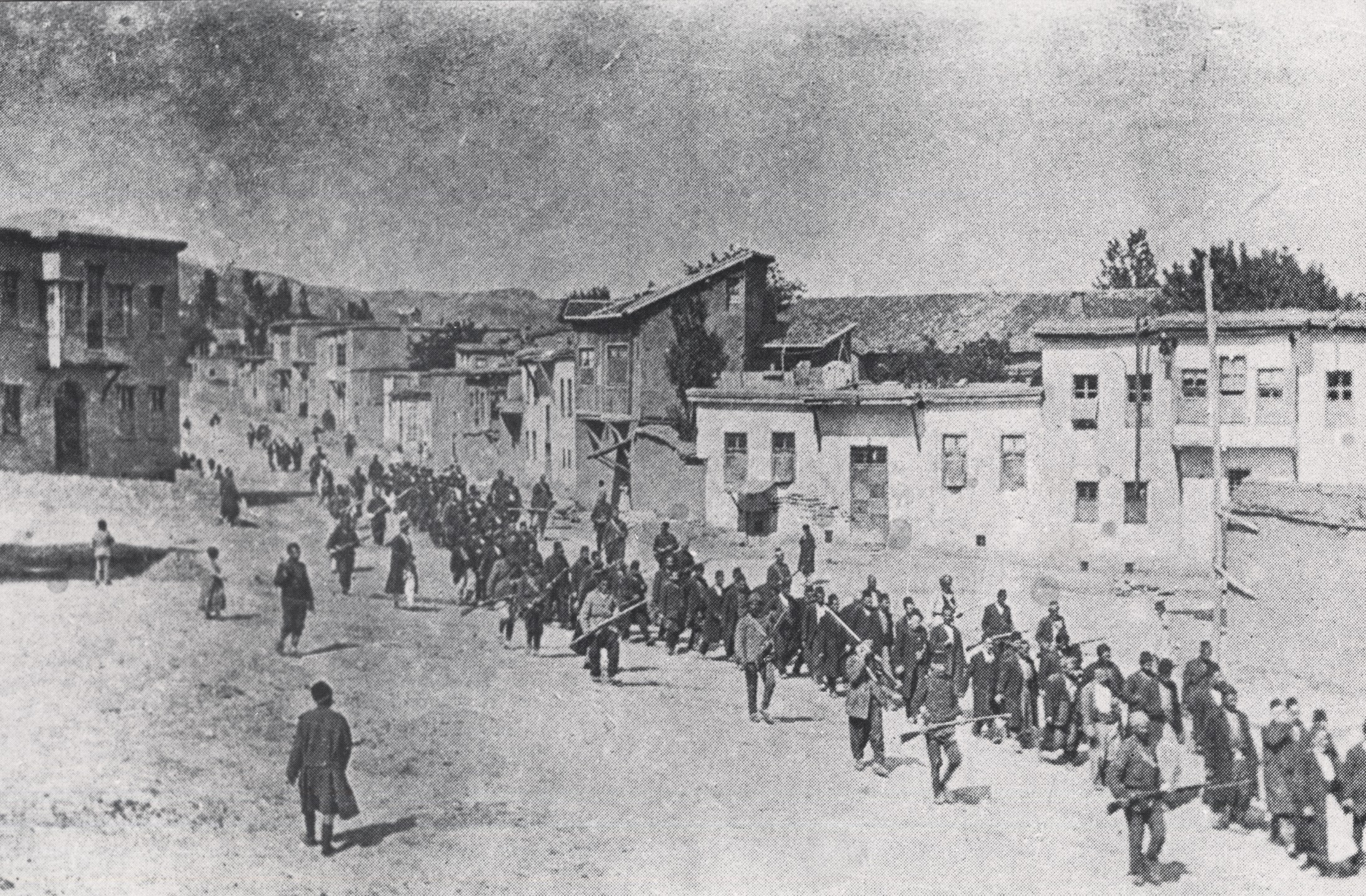
Deportarea populației armene din orașul de către soldații otomani, aprilie 1915.

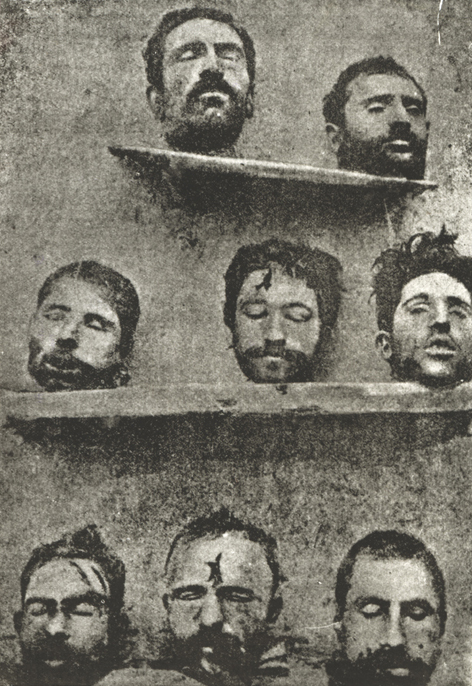
Legenda originară a imaginii descrie „sus, opt profesori armeni masacrați de turci”.

Bărbații rămași au fost în mod sistematic masacrați imediat după plecarea convoiului, cele mai frumoase femei și copiii au fost răpiți pentru a fi vânduți ca sclavi, în timp ce restul convoiului era decimat la fiecare etapă a drumului, atât de către jandarmii responsabil de escorta lor, cât și de triburile kurde și de alte miliții recrutate special în acest scop. Doar câteva mii de oameni au supraviețuit acestei deportări. În vilayetele Bitlis⁠(d) și Diarbakir⁠(d), aproape toți armenii au fost uciși pe loc.
Constatând masacrele, guvernele aliate au făcut o declarație pe 24 mai 1915, în care acuzau Turcia de „crime împotriva umanității și civilizației” și se angajau să-i tragă la răspundere pe membrii guvernului otoman precum și pe oricine a participat la crimele în masă. Ca răspuns, la 27 mai 1915, guvernul otoman a promulgat legea Tehcir⁠(d) (lege provizorie de deportare) prin care se autoriza deportarea populației armenești în afara Imperiului Otoman, sub pretextul „deplasării populațiilor suspecte de spionaj sau de trădare”. Această lege avea să fie abrogată în mod oficial pe 4 noiembrie 1918 de către parlamentul otoman după război, fiind declarată neconstituțională.

### A doua fază a genocidului (toamna 1915-toamna 1916)

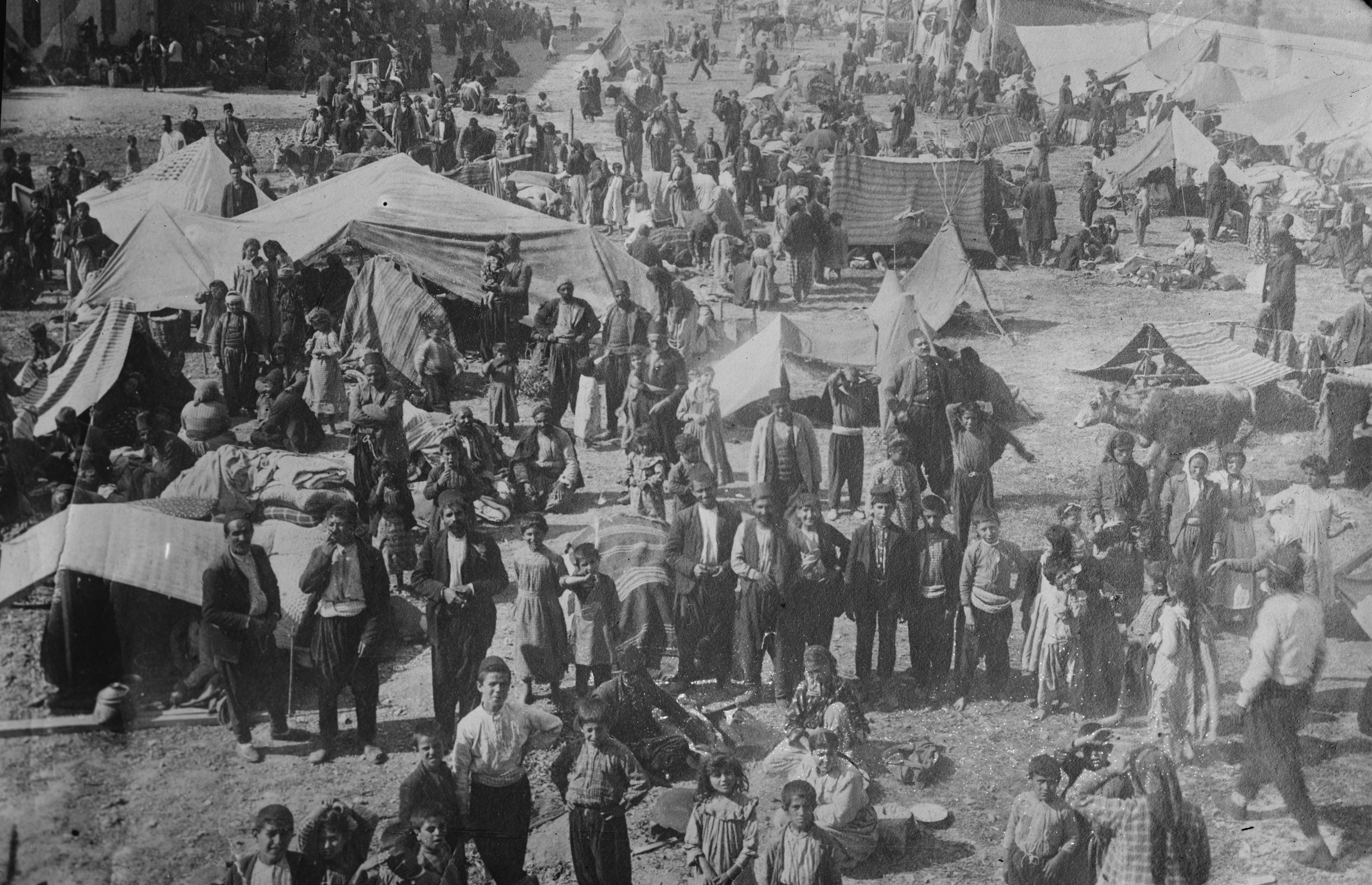
Tabere de armeni refugiați în Siria (1915-1916)

La 15 septembrie 1915, ministrul de interne Talaat Paşa a trimis o telegramă conducerii partidului Junilor Turci din Alep: „guvernul a hotărât să distrugă pe toți armenii ce trăiesc în Turcia. Trebuie să punem capăt existenței lor criminale prin orice măsuri. Nu își au locul mustrările de conștiință”; și apoi, într-o a doua telegramă: „Anterior s-a comunicat că guvernul a hotărât exterminarea armenilor din Turcia. Cei care se opun acestui ordin nu mai pot face parte din administrație. Fără distincție față de femei, copii și infirmi, atât de tragice cât pot fi mijloacele de exterminare, fără a asculta sentimentele de conștiință, trebuie să  punem capăt existenței lor”.
Deținuții de drept comun au fost eliberați pentru a ajuta forțele armate otomane în executarea masacrelor. Aceștia aveau să fie grupați într-o entitate militară secretă numită „Organizația Specială”. Înființată în iulie 1914 de către comitetul central al Comitetului Uniunii și Progresului (CUP), în colaborare cu Ministerele de Interne și de Justiție, „Organizația Specială” a fost specializată în exterminarea convoaielor de deportați armeni. Ei au fost instruiți în centrul de la Çorum, înainte de a fi trimiși să masacreze armeni. Existența „Organizației Speciale” a fost descoperită în 1919 la procesul Partidului Unității și Progresului.
În restul Imperiului, programul a luat forma unor deportări, efectuate pe calea ferată pentru o parte a călătoriei, familiile rămânând uneori reunite. Convoaiele de deportați — aproximativ 870.000 de oameni — se îndreptau toate spre Alep, în Siria, unde o Direcție Generală de Instalare a Triburilor și Deportaților îi împărțea în funcție de două axe: pe partea de sud, către Siria, Liban și Palestina — o parte aveau să supraviețuiască; la est, de-a lungul Eufratului, unde au fost improvizate lagăre de concentrare, adevărate lagăre ale morții. Deportații au fost împinși treptat spre Deir ez-Zor. Acolo, în iulie 1916, au fost trimiși în deșerturile din Siria și Mesopotamia, unde au fost uciși de grupuri mici sau au murit de sete. Ultimele regrupări ale deportaților de-a lungul căii ferate spre Bagdad⁠(d) la Ras-ul-Ain, la Intilli au fost și ele exterminate în iulie 1916. Au supraviețuit numai o treime din armeni: cei care trăiau în Constantinopol și în Smyrna, cei care au fugit, armenii din vilayetul Van⁠(d), salvați de înaintarea armatei ruse, în total două sute nouăzeci de mii de supraviețuitori.
Guvernul otoman s-a angajat într-o campanie de eliminare sistematică a tuturor dovezilor genocidului. Fotografiile convoaielor de deportați au fost interzise, misionarii au fost împiedicați să le aducă supraviețuitorilor hrană, apă, îmbrăcăminte, cenzura oficială a interzis mass-media să menționeze masacrele. S-a stabilit un sistem dual de ordine: ordinele efective erau trimise criptat la autoritățile provinciale, în timp ce ordinele false, trimise în clar, negau orice intenție de genocid. Orice angajat care contesta executarea genocidului era mutat, demis din funcție sau chiar împușcat. Printre acești funcționari refractari, Hasan Majar Bei, guvernatorul Ankarei până în august 1915, avea să conducă comisia Majar⁠(d), care avea să ducă la curțile marțiale turce din 1919-1920⁠(d)

### Rolul comunității internaționale
Numeroși martori, diplomați, misionari occidentali au fost prezenți la locul masacrelor. Aceștia au scris foarte multe note adresate guvernelor occidentale, în care descriau în detaliu procesul de genocid în curs de desfășurare. Aceste note sunt păstrate în arhivele din țările de destinație, în special în Franța, Regatul Unit, Italia, Germania, Statele Unite ale Americii și în arhivele secrete ale Vaticanului⁠(d). Martorii cei mai notabili au fost Henry Morgenthau, Armin T. Wegner⁠(d), Johannes Lepsius⁠(d) și Leslie Davis⁠(d).

#### Aliații

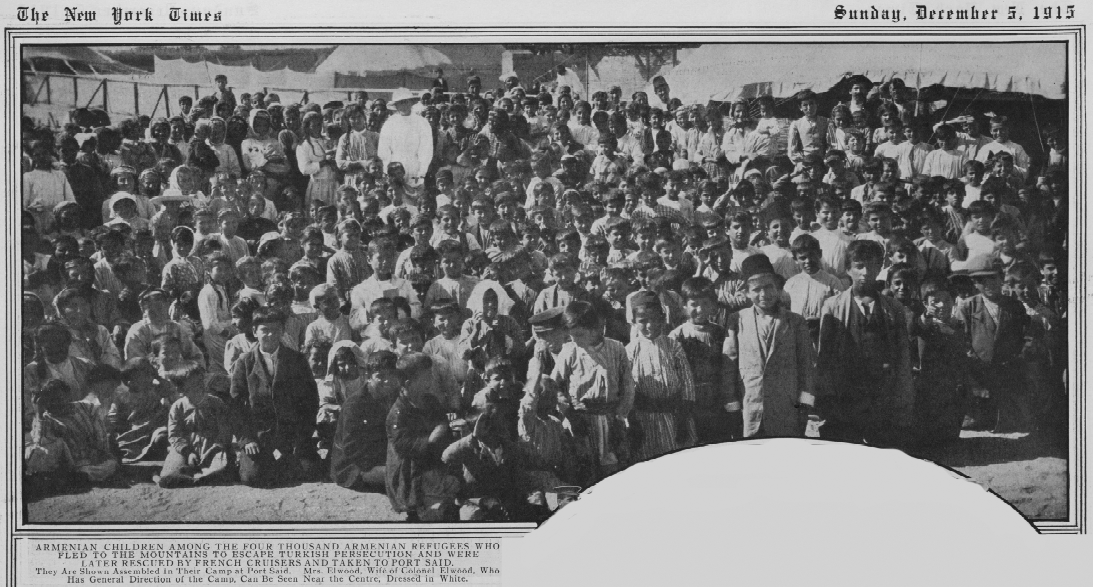
Refugiați armeni evacuați de Marina Franceză în 1915 la și transferați la Port Said.

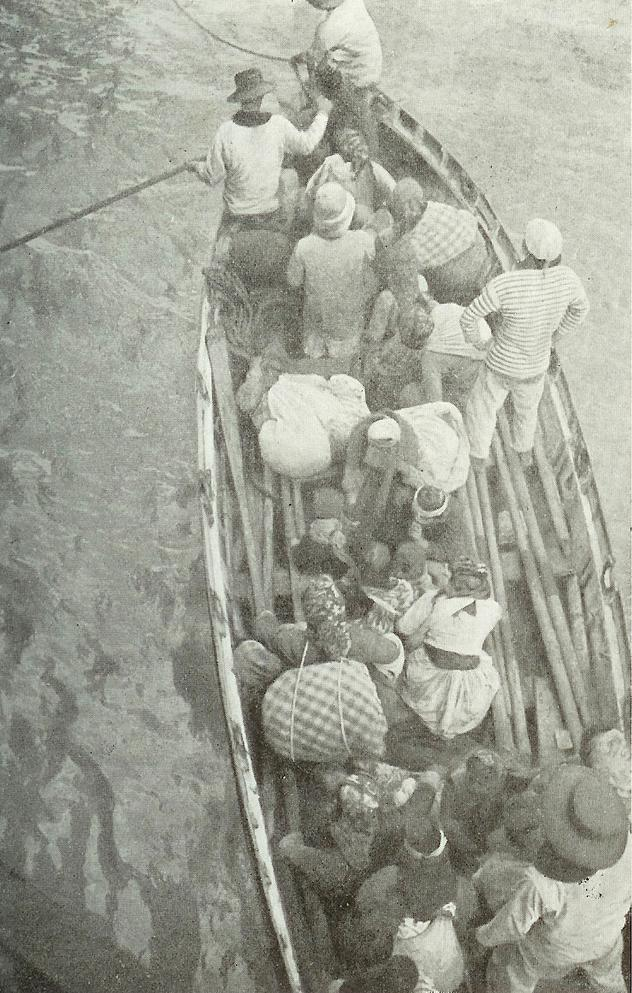
Refugiați armeni în evacuați pe vasul al marinei franceze.

Aliații, deja angajați pe frontul european, au asistat de cele mai multe ori neputincioși la masacre. Cu toate acestea, ei au acuzat oficial Turcia de „crime împotriva umanității și civilizației” într-un raport din 24 mai 1915, și au căzut de acord să-i tragă la răspundere pe toți oficialii care au luat parte la genocid. Această acuzație s-a repetat într-o scrisoare din 7 noiembrie 1916 (de la Aristide Briand către Louis Martin⁠(d)), în care Turcia era acuzată de efectuarea unui „monstruos proiect de exterminare a unei întregi rase”. El scria:
„Guvernul Republicii a avut deja grijă să notifice oficial Înalta Poartă că Puterile Aliate îi vor face personal responsabili pe toți membrii Guvernului Otoman, precum și pe agenții acestuia care se vor dovedi a fi implicați în masacre. Când va suna ceasul reparațiilor legitime, nu vor trece în uitare dureroasele dovezi ale Națiunii Armene și, de acord cu aliații săi, va lua măsurile necesare pentru a-i asigura o viață de pace și progres.”
Sunt de semnalat unele intervenții militare aliate specific împotriva genocidului, în special intervenția militară franceză de la Musa Dagh⁠(d). În iulie 1915, locuitorii din satele din regiune au ales să reziste împotriva armatei otomane; în ciuda inferiorității numerice și a moralului scăzut, armenii s-au apărat în fața asediului muntelui timp de cincizeci și trei zile. La 12 septembrie 1915, lipsiți de hrană și muniție, aceștia au fost evacuați de către marina franceză ancorată în largul coastei siriene; peste patru mii de oameni au fost transportați de nava La Guichen la Port Said, în Egipt.
Un alt fapt important este sprijinul dat de Rusia rezistenței din Van, care a început pe 20 aprilie 1915, când trupele otomane au atacat cartierele armenești din oraș. La 28 aprilie, generalul Nikolai Iudenici a ordonat armatelor imperiale ruse să-i salveze pe armenii din Van. După cinci săptămâni de lupte grele, trupele ruse din Persia au pătruns în oraș la 18 mai 1915, gonind trupele turcești. Acestea au fost urmate pe 23 și 24 mai de alte forțe aduse din Rusia. Ei au descoperit cadavrele a circa 55.000 de civili armeni masacrați.

#### Rolul Germaniei
Rolul Germaniei a fost mult timp subevaluat și este încă subiect de controversă. Germania tăcuse deja în timpul masacrelor hamidiene⁠(d) din 1894–1896. Această poziție a fost considerată o formă de Realpolitik, Germania având enorme interese strategice și economice și mulțumindu-se cu o poziție de „neingerință”. Deși guvernul german nu a luat parte în mod activ la masacre, studii recente arată că Germania a fost informată cu privire la planurile de genocid comis de Imperiul Otoman încă din 1912, și a hotărât să nu facă nimic, așa cum avea să confirme Henry Morgenthau despre Hans Freiherr von Wangernheim⁠(d), care a declarat că „nu va face nimic pentru armeni”. În mod similar, a ieșit la lumină participarea din unor funcționari și soldați germani staționați în Imperiul Otoman la pregătirea și punerea în aplicare a masacrelor. Din arhivele germane și austriece, Vahakn Dadrian⁠(d) l-a dat ca exemplu pe generalul Fritz Bronsart von Schellendorf⁠(d), vice-șef de stat major otoman, care a semnat ordinele de deportare în care cerea să se ia „măsuri severe” împotriva batalioanelor de muncă armene.
Mulți ofițeri germani prezenți în Turcia în 1915 au intrat după război în Partidul Nazist, iar unii dintre ei au fost implicați activ în Holocaust. Este cazul lui Rudolf Höss, care a condus lagărul de la Auschwitz, sau al lui Konstantin von Neurath, care a luptat în Armata a IV-a Otomană, și a devenit în 1932 Obergruppenführer⁠(d) în Waffen-SS. În schimb, soldații germani nu ascultau de ordinele superiorilor lor și au documentat atrocitățile sau au venit în ajutorul armenilor, cum ar fi sublocotenentul Armin T. Wegner⁠(d), infirmier medical militar, care a făcut fotografii clandestine ale masacrelor, înainte de a fi arestat de către comandamentul german pentru că nu a respectat ordinele de cenzură.

#### Vaticanul
Vaticanul a primit primele rapoarte despre masacre în iunie 1915. Papa Benedict al XV-lea a intervenit personal în două rânduri la sultanul Mehmed al V-lea prin curier, ceea ce n-a făcut decât să agraveze situația generală, în ciuda promisiunilor și unor concesii făcute de turci, cum a fost cruțarea a șaizeci de armeni din Alep. În același timp, Vaticanul a păstrat sistematic toate documentele referitoare la genocid în arhivele secrete⁠(d), a căror existență a fost dezvăluită abia în 2011, cu ocazia expoziției Lux in Arcana.
Potrivit istoricului Michael Hesemann⁠(d), contra-productivitatea acțiunilor Vaticanului în timpul Genocidului Armenilor a fost cauza atitudinii papei Pius al XII-lea în timpul celui de al Doilea Război Mondial. Vaticanul a rămas tăcut în timpul Holocaustului în fața acțiunilor naziștilor, în timp ce în același timp, papa a înmulțit acțiunile ce vizau salvarea a cât mai mulți evrei cu putință. În efect, Pius al XII-lea, care în 1915 era secretar al Congregației pentru Afaceri Extraordinare a Secretariatului de Stat, era informat cu privire la toate implicațiile acțiunilor papei de-a lungul Genocidului Armenilor. Astfel a hotărât el să protesteze deschis în 1942 împotriva naziștilor, temându-se de un efect similar cu cel al protestelor din 1915.

### Masacrarea populațiilor pontică, asiro-chaldeo-siriacă și yazidită

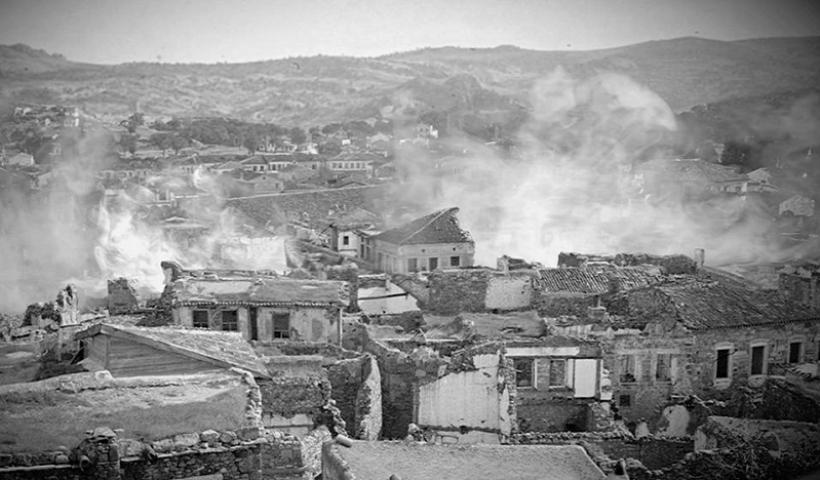
în flăcări (iunie 1914), cu câțiva ani înaintea incendiului din Smyrna.

Populațiile aramaice (asirieni, caldeeni siriaci) și pontică au fost și ele grav afectate în această perioadă, fiind în mare parte eliminate de către autoritățile otomane, la fel ca unii siriaci și yazidții. Potrivit liderilor comunității de refugiați din Armenia, 500.000 de yezidiți ar fi pierit în timpul masacrului. În 2007, Asociația Internațională a Experților în Genocid (International Association of Genocide Scholars⁠(d)) au ajuns la un consens potrivit căruia „campania otomană contra minorităților creștine din Imperiu între 1914 și 1923 constituie un genocid împotriva armenilor, asirienilor și grecilor pontici din Anatolia”. Noțiunile de genocid al asirienilor și genocid al grecilor pontici sunt, prin urmare, recunoscute de comunitatea istoricilor.
Cei între 500.000 și 750.000 de morți asirieni care reprezentau aproximativ 70% din populația de asirieni de la acea dată au fost uciși în același modus operandi și în aceeași perioadă ca și Genocidul Armean. Aproximativ 350.000 de greci pontici au murit în urma masacrelor, foametei și bolilor. Potrivit unui consilier al armatei germane, Ismail Enver, ministrul turc al apărării, declarase în 1915, că a vrut să „rezolve problema grecească [...] în același mod în care credea că a rezolvat problema armeană.”

## Bilanțul masacrelor

### Numărul de victime

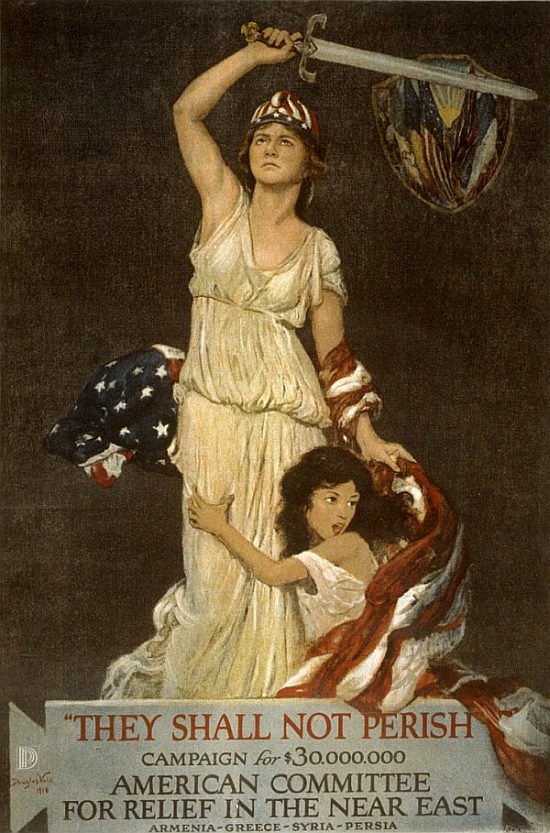
„Ei nu vor pieri”: comitetul american pentru sprijinul armenilor din Orientul Apropiat,, 1918.

Când, la sfârșitul anului 1916, au făcut bilanțul anihilării armenilor din Turcia, observatorii au constatat că, cu excepția a trei sute de mii de armeni salvați de înaintarea rusă și vreo două sute de mii de locuitori din Constantinopol și din Smyrna, care erau dificil de eliminat, din cauza prea multor martori prezenți, nu mai persistau nici măcar insule de supraviețuitori: femeile și fetele răpite, dispărute în secret în case turcești, sau reeducate în școlile islamice, cum ar fi cea condusă de apostolul turcismului Halide Edip Adıvar; copii adunați în orfelinate; câțiva salvați și ascunși de vecini sau prieteni musulmani; sau, în orașe din centrul orașului, câteva familii au fost cruțate datorită fermității unui vali sau a vreunui caimacam. Aceste masacre au costat viața unui număr de persoane care variază, în funcție de autori, de la șase sute de mii la un milion și jumătate de oameni, adică între o jumătate și două treimi din populația armenească din acel moment.
O estimare a numărului de victime este dată de Talaat Paşa în persoană în jurnalul său personal, dezvăluit în 2005, și poreclit „cartea neagră”. Acolo este estimat numărul de 1 617 200 de armeni în 1914, în comparație cu numai 370 000 după, sau în jurul valorii de 1 247 200 de dispăruți, adică 77% din populația armeană. Talaat oferă și estimări pe regiuni geografice: 77% din populația din Karesi (Kars), 79% în Niğde, 86% în Kayseri, 93% în Izmit, 94% în Sivas, 95% la Hüdavendigâr (Bursa).

### Jafurile și daunele materiale
Daune materialele și financiare au fost și ele foarte grele. În plus față de confiscarea bunurilor imobiliare ale armenilor (între care emblematicul palat din Çankaya, reședința prezidențială turcă până în 2014, spoliat de la familia Kasapyan în timpul Genocidului), conturile bancare și polițele de asigurare au fost confiscate.
Guvernul turc a depus în 1916 cinci milioane de livre turcești de aur la Reichsbank⁠(d), provenind în mare parte din conturile bancare ale armenilor jefuiți. Lista armenilor ale căror conturi au fost confiscate nu a fost dezvăluită nici până astăzi. Potrivit lui Henry Morgenthau, în memoriile sale, Talaat Paşa i-a cerut în 1916 lista armenilor care au o asigurare de viață în companii americane pentru ca banii din aceste conturi să fie transferați guvernului otoman, pe motiv că toți sunt morți, fără a lăsa moștenitori. O cerere similară a fost trimisă la toate societățile de asigurare din întreaga lume.
Daunele imobiliare au fost și ele semnificative, estimate la 2 500 de biserici, 451 de mănăstiri, și 1 996 de școli distruse sau jefuite. Un raport recent estimează că prejudiciul financiar la valoarea actuală a dolarului american variază de la 41.500.000.000 de dolari la 87.120.217.000 de dolari în perioada 1915-1919, și 49.800.000.000 de dolari la 104.544.260.400 dolari în perioada 1915–1923.
Predarea bunurilor armenilor a permis accentuarea îmbogățirii noii burghezii turce.

### Exilul supraviețuitorilor

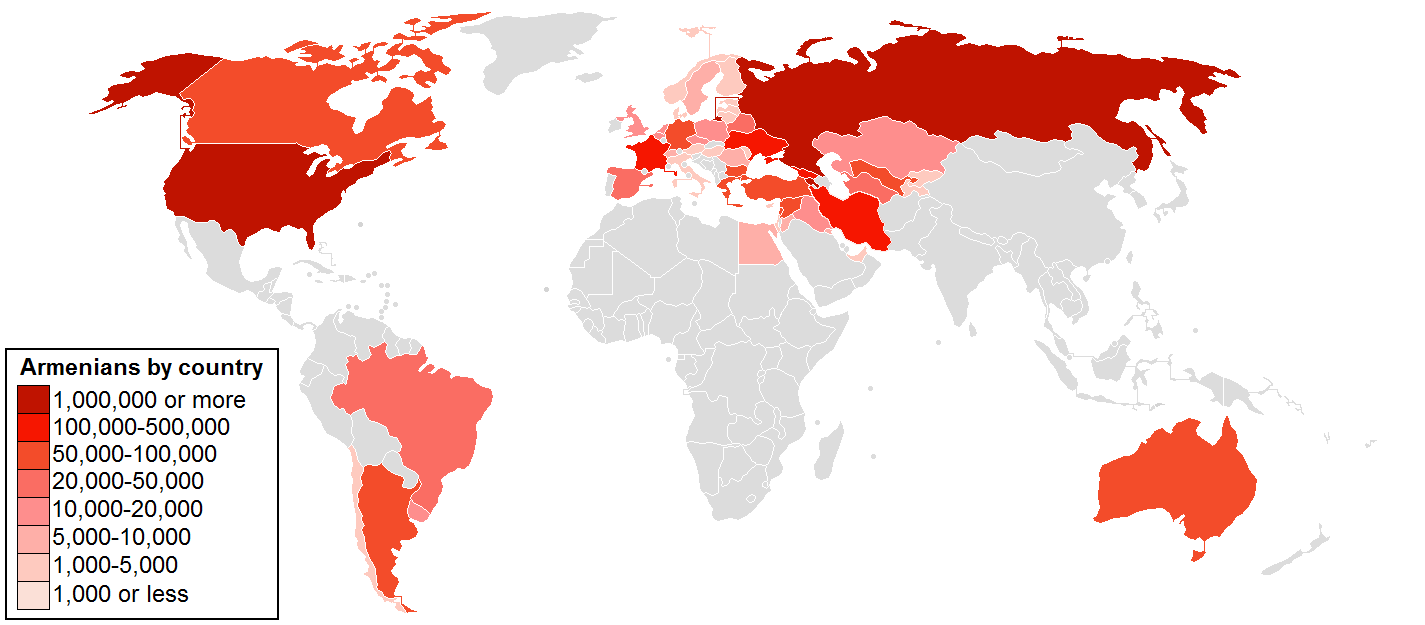
Harta.

După Genocid, supraviețuitorii armeni s-au împrăștiat pe tot teritoriul Turciei moderne. Sute de mii de oameni s-au refugiat în Armenia rusă⁠(d), alții în Persia, și o parte care a supraviețuit lagărelor de concentrare din Siria și Mesopotamia au fost relocați în taberele de refugiați de la granița dintre Siria și Turcia. Aproape 200 000 de armeni au fost relocați în Cilicia protejată de trupele franceze mandatare în Siria. Dar, în februarie 1920, aceștia au fost atacați de turcii lui Mustafa Kemal. Francezii au evacuat orașul Maraş, în noaptea de 10 spre 11 februarie 1920, fără a-i preveni pe locuitorii creștini, care aveau să fie masacrați de turci în dimineața zilei de 11 februarie 1920. În total, 30.000 de armeni au fost măcelăriți de turci în timpul abandonului Ciliciei de către armata franceză, din care 12.000 la Maraş, 13.000 de armeni și greci, la Hadjine și în satele din jur, 3000 la Zeitun. Armenii supraviețuitori s-au exilat în Siria, în Liban sau în țările europene.
Mii de armeni s-au refugiat și în regiunea Tunceli, salvați de șefi de trib ca Seyid Rıza⁠(d), și mulți dintre ei s-au convertit și au devenit kurzi alaviți pentru a scăpa de masacre. Conform lui Mehmet Nuri Dersimi⁠(d), circa 36.000 de armeni au fost salvați astfel. Acest ajutor dat de alaviți armenilor este unul din motivele care au condus la masacrul de la Dersim din 1938 comis de forțele lui Atatürk. Și astăzi, unii urmași de origine armeană încearcă să-și regăsească identitatea pierdută. Se estimează între 100.000 și 200.000 numărul armenilor care au fost salvați în această manieră de familii turce sau kurde.
Țări mai îndepărtate au primit și ele un aflux mare de refugiați, cum ar fi Franța, Statele Unite ale Americii, sau țările din America Latină (Uruguay, Brazilia, Argentina, Venezuela). Armenii din Franța au primit statut de apatrizi, cu mențiunea „întoarcere interzisă” (care a devenit apoi „fără întoarcere posibilă”) scrisă pe documente oficiale; o parte au fost cazați în tabere de refugiați, între care tabăra Oddo⁠(d). Puțin câte puțin, armenii refugiați au obținut pașapoarte Nansen care le garantau un statut de refugiat recunoscut la nivel internațional. Refugiații politici armeni din Uniunea Sovietică, în urma Revoluției Bolșevice, s-au adăugat în decursul următorilor ani la cei din urma genocidului. Diaspora avea să fie consolidată în continuare prin valuri succesive de migrație (în special din Orientul Mijlociu și Caucaz) în urma evenimentelor politice din țările în care erau stabiliți armenii.
În cele din urmă, o parte a armenilor supraviețuitori au rămas pe loc, ascunși în Turcia, după masacrele de-a lungul secolului al XX-lea, salvați de Drepți turci, sau dislocați, adoptați și islamizați cu forța. Istoricul Ara Sarafian estimează că între o sută și două sute de mii de armeni au supraviețuit ascunși în 1923, formând astăzi o comunitate ale cărei estimări variază de la 1 la 3 milioane de oameni mai mult sau mai puțin înrudiți cu câte un supraviețuitor al masacrelor.

## Evenimente ulterioare

### Judecata și condamnarea celor responsabili

#### Procesul unioniștilor, Constantinopol, 1919

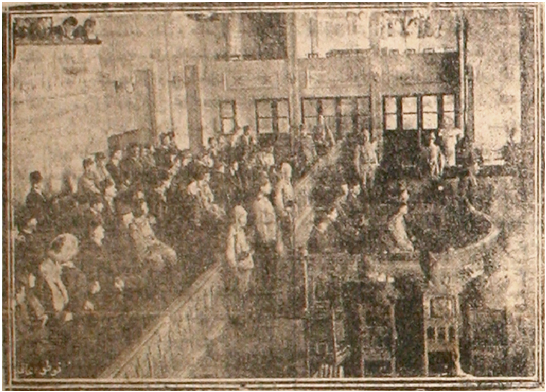
Fotografie făcută pe data de 8 aprilie 1919 la procesul unioniștilor.

În 1919, a avut loc la Constantinopol procesul unioniștilor⁠(d), în fața curții marțiale turce. Principalii responsabili de genocid au fost condamnați la moarte în contumacie⁠(d), întrucât fugiseră din țară în 1918, după ce au distrus cele mai multe dintre documente compromițătoare. Curtea marțială a stabilit intenția unioniștilor de a-i elimina fizic pe armeni folosindu-se de o organizație specială.
„Imediat după mobilizarea din 21 iulie 1914, Comitetul Central al Partidului Uniunii și Progresului își constituise un Teșkilat-i Mahsuse (numele turcesc al Organizației Speciale) care avea scopuri și compoziție cu totul diferite față de Teșkilat-i Mahsuse-ul deja existent. Prin ordinul miniștrilor de interne și de justiție, chiar acest Teșkilat-i Mahsuse îi accepta pe deținuții de drept comun pe care Teșkilat-i Mahsuse din subordinea Ministerului de Război refuza să-i incorporeze. Odată deținuții eliberați, Partidul, pentru a păcăli opinia publică, a răspândit vestea că infractorii eliberați vor fi folosiți pe front, după care i-a trimis în centrele de pregătire după care au fost folosiție pentru a jefui și distruge convoaiele de deportați armeni.”

#### Exilați din Malta, 1920
La 2 ianuarie 1919, amiralul flotei britanice Sir Somerset Gough-Calthorpe a cerut Biroului de Afaceri Externe și al Commonwealth-ului⁠(d) arestarea tuturor celor responsabili de genocidul armean. Aproape 150 de persoane au fost arestate în Constantinopol de către autoritățile britanice și încarcerați la o închisoare din Malta, începând cu data de 4 ianuarie până la sfârșitul lunii noiembrie 1919, pentru a fi judecați de un tribunal internațional. Aceștia au fost eliberați treptat în următorii doi ani în cadrul unor schimburi de prizonieri și nu au mai fost judecați din lipsa probelor fizice prezentate în Malta. Lord George Curzon scria:
„Cu cât se va vorbi mai puțin despre acești oameni (turcii eliberați în contextul schimbului) cu atât mai bine... a trebuit să explic (în Parlament) de ce i-am eliberat pe deportații turci din Malta, patinând pe o gheață foarte subțire cât de repede am putut... În discuțiile lor private, parlamentarii au considerat că un prizonier britanic valorează o încărcătură întreagă de turci, și astfel schimbul a fost scuzat.”
În primii ani ai republicii turce, exilații din Malta au fost numiți în funcții publice, precum cea de prim-ministru (Ali Fethi Okyar⁠(d) și Rauf Orbay⁠(d)), miniștri (Fevzi Pirinçioğlu, Șükrü Kaya, Abdülhalik Renda, Șeref Aykut, - seyit Ali, Ali Cenani, Ali Çetinkaya), guvernatori, membri ai Parlamentului sau generali de armată. Ei au devenit centrul noii elite intelectuale din Turcia și urmașii lor se află și ei în cele mai înalte poziții ale statului până în zilele de azi.

#### Operațiunea Nemesis

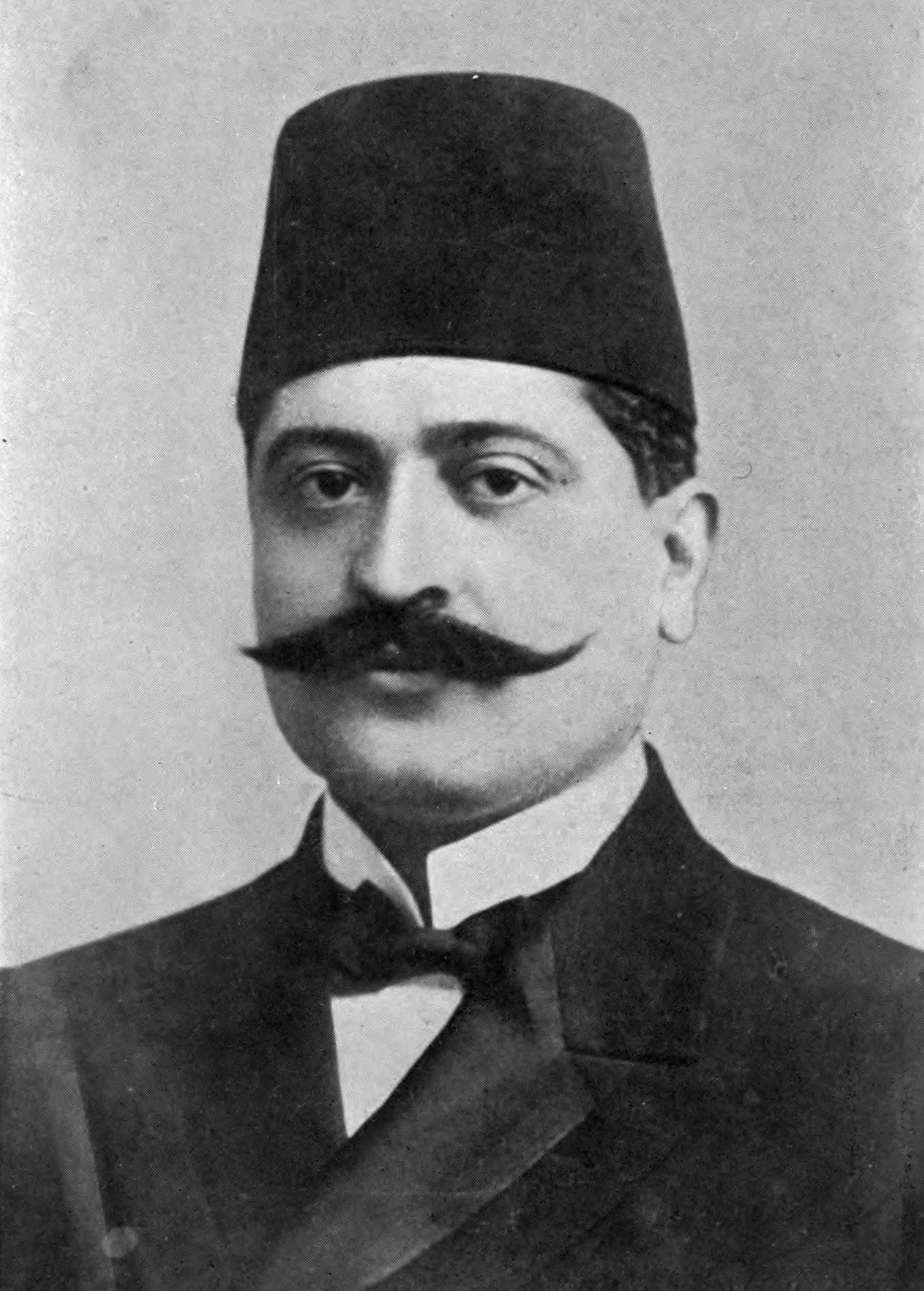
Mehmed Talat Paşa în 1916.

„Operațiunea Nemesis⁠(d)” a fost organizată de Federația Revoluționară Armeană cu scopul de a pune în aplicare condamnările la moarte pronunțate în contumacie în procesul unioniștilor. În total, opt înalți oficiali turci sau azeri (și trei „trădători” armeni au căzut sub gloanțele a șapte „justițiari”.
Execuția cea mai bine-cunoscută este cea a lui Talaat Paşa, marele organizator al exterminării armenilor, împușcat cu un glonț de revolver pe o stradă din Berlin la 15 martie 1921. Asasinul a fost arestat la locul faptei. El este un tânăr armean de 23 de ani, Soghomon Tehlirian⁠(d), un supraviețuitor al genocidului în care și-a pierdut mama și toată familia. Soghomon Tehlirian a fost judecat la scurt de timp după aceea, pe 2 și 3 iunie 1921, de către tribunalul de primă instanță din Berlin. Mărturiile lui Soghomon Tehlirian, ale Christinei Terzibashian, ale lui Johannes Lespius și chiar a generalului Liman von Sanders, precum și documentele reținute ca probe, între care cinci telegrame criptate trimise de Talaat către Naim Bey, documentele transmise de Aram Andonian⁠(d) instanței de judecată, au dat procesului o nouă dimensiune, în care crimele genocidare ale lui Talaat și ale Junilor Turci au fost la rândul lor acuzate. Autenticitatea documentelor Andonian⁠(d) a fost chestionată de către istoricii turci Orel și Yuca, autenticitatea fiind însă reafirmată de către istoricul armean Dadrian. Curtea l-a achitat pe Soghomon Tehlirian. Procesul a produs senzație, iar rezultatul său a fost interpretat ca o condamnare a autorilor genocidului.

### Războaiele armeano-turce
Abia la două luni după semnarea tratatului de la Brest-Litovsk, Imperiul Otoman a atacat prin surprindere Armenia rusă⁠(d). Încălcând tratatul semnat anterior cu Rusia Sovietică, Armata a V-a Otomană a trecut granița în mai 1918 și a atacat Alexandropolul (astăzi Gyumri), de unde armata rusă se retrăsese după Revoluția din 1917. Armata otomană dorea să zdrobească Armenia și să anexeze Transcaucazia pentru a-și alipi teritoriul locuit de azeri. Guvernul german nu a susținut și nu a aprobat inițiativa aliatului său și a refuzat să-i ajute pe otomani pe acest front. În acest moment, doar o mică parte din teritoriul Armeniei ruse mai rămăsese neocupat de otomani și aceste regiuni au primit 350 000 de armeni refugiați care fugeau de genocid.
Forțele otomane au întreprins o strategie de atac pe trei fronturi, pentru a aduce căderea Armeniei. După căderea Alexandropolului, armata otomană a pătruns în valea Ararat, în inima Armeniei. Cu toate acestea, trupele armene sub comanda generalului Movses Silikyan a distrus trupele otomane într-o luptă de trei zile la Sardarapat⁠(d). Căpitanul Antoine Poidebard⁠(d) relata: „pe 24 mai, generalul Silikian s-a prăvălit peste turci cu o asemenea impetuozitate încât i-a măturat literalmente, iar cavaleria armeană i-a urmărit pe turci până pe înălțimile Alexandropolului. Numai lipsa de muniții a oprit această urmărire”. Victorii mai modeste au avut loc la Abaran⁠(d) și Karakilisa⁠(d). Aceste victorii succesive ale armenilor au condus Consiliul Național al Armeniei de la Tbilisi să proclame independența Republicii Democratice Armenia la 28 mai 1918, ea fiind recunoscută la 4 iunie 1918 de către Turcia, prin tratatul de la Batumi, un tratat însă foarte nefavorabil Armeniei.
La 23 septembrie 1920, armatele lui Mustafa Kemal au lansat o nouă ofensivă surpriză asupra Armeniei. Uimită, Armenia a declarat mobilizarea generală, dar armata avea doar câteva zeci de mii de oameni pentru a face față turcilor, aproximativ în același număr. Aceste din urmă beneficiau însă de cele mai bune condiții, materiale și fizice, pentru iarna ce se apropia. Armata turcă era condusă de generalul Karabekir, cea armeană de general Nazarbekian. După o luptă la Kars, orașul a trecut în mâinile Turcilor la 30 octombrie. Aproape de Surmalu, armenii, în frunte cu generalul Dro⁠(d), s-au dovedit mai rezistenți. Gyumri, denumit pe atunci Alexandropol, a fost încercuit de armatele lui Mustafa Kemal la 7 noiembrie; înaintarea turcilor era foarte rapidă și rezistența armenilor aproape inexistentă. Armatele kemaliste au semnat un armistițiu la Ohadjanian, dar armenii au ripostat o ultimă oară și au încercat în zadar să contraatace. La 18 noiembrie 1920, Armenia a pierdut războiul, și s-a semnat un nou armistițiu.

### Tratatele de pace de după Primul Război Mondial

#### Tratatul de la Sèvres

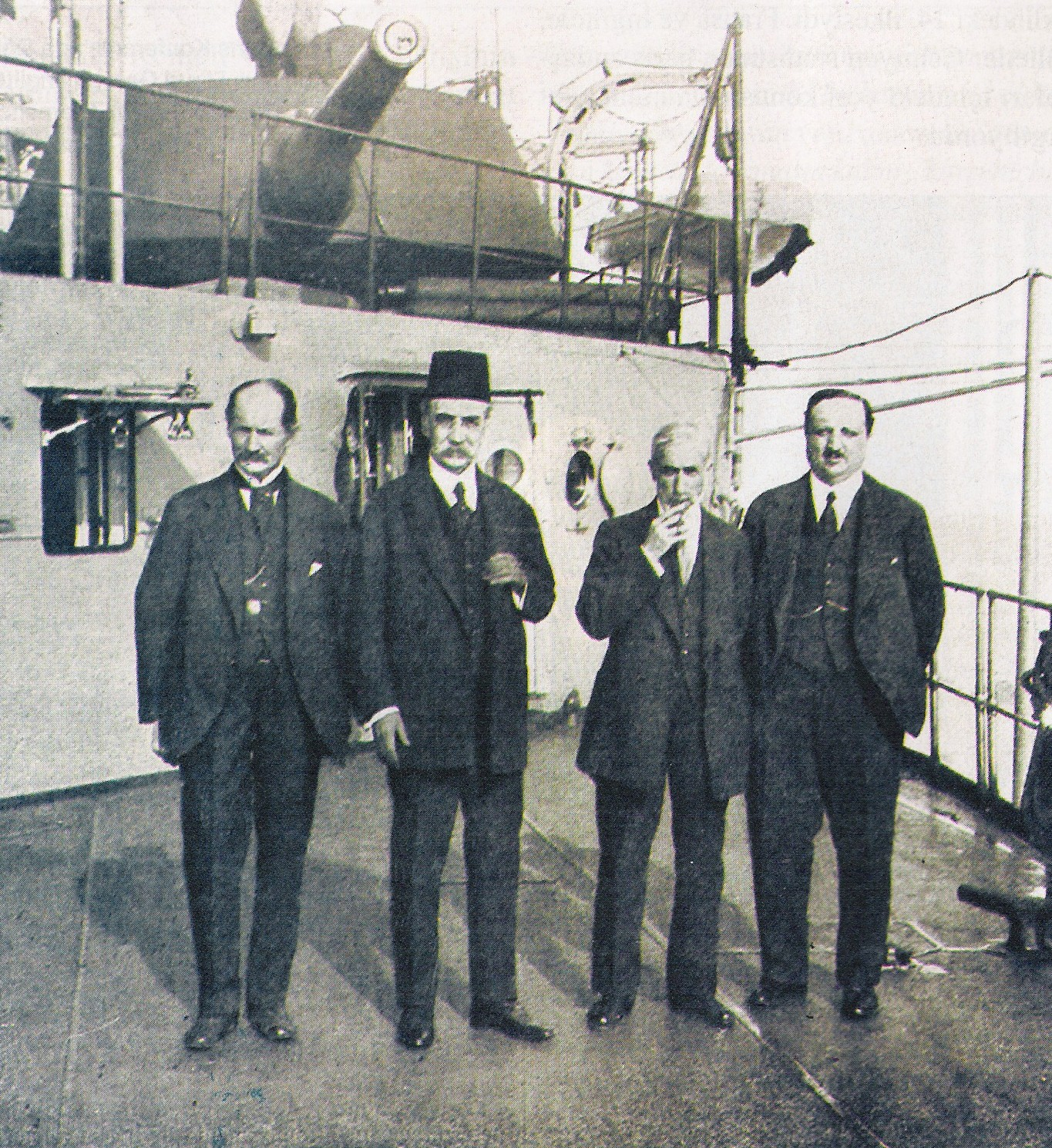
Semnatarii otomani ai tratatului de la Sèvres:, (marele vizir), (ministrul educației) și Reşid Halis (ambasador).

Acest tratat a fost semnat la 10 august 1920 de către Marile Puteri (Imperiul Britanic, Franța, Japonia, Italia), și statele aliate reprezentate de Armenia, Belgia, Grecia, Hidjaz, Polonia, Portugalia, România, Cehoslovacia și Statul Sârbo-Croato-Sloven. Ceremonia a avut loc în sala mare, care astăzi găzduiește Muzeul Porțelanului de la Sèvres. Între principalele prevederi ale acestui tratat, se remarcă două articole (88 și 89) privind Republica Armeană:
„Turcia declară că recunoaște, cum au făcut deja și Puterile aliate, Armenia ca stat liber și independent.”
„Turcia și Armenia, ca și înaltele părți contractante, convin să se supună arbitrajului președintelui Statelor Unite ale Americii determinarea frontierei între Turcia și Armenia, în vilayetele Erzurum, Trabzon, Van și Bitlis, și să accepte decizia sa, precum și toate dispozițiile pe care acesta le-ar putea prescrie relativ la accesul în întreg teritoriul otoman adiacent.”
Mandatul de punere în aplicare a dispozițiilor referitoare la Republica Armeană a fost încredințat Statelor Unite ale Americii. La întoarcerea sa, președintele Woodrow Wilson s-a confruntat cu opoziția unei majorități a senatorilor care, sub conducerea senatorului Cabot Lodge⁠(d), a refuzat să ratifice tratatul de la Sèvres și mandatul american asupra Armeniei.

#### Tratatele de la Kars și Lausanne
Tratatul de la Kars a redat Turciei teritoriul Kars (atribuit Imperiului Rus prin tratatul de la San Stefano din 1878). Acest teritoriu era populat cu lazi, mesheți, georgieni și armeni supraviețuitori ai genocidului: ei au fost expulzați și zona a fost colonizată cu turci și kurzi. Prin acest tratat, cel de la Sèvres a devenit caduc.
În februarie-martie 1921, la Londra a avut loc o conferință pe tema revizuirii tratatului de la Sèvres. Conferința s-a încheiat fără adoptarea unui regulament general, dar Italia a fost de acord să își retragă trupele din Anatolia. În martie 1922, Antanta a făcut noi propuneri Turciei kemaliste, renunțând la aplicarea tratatului de la Sèvres, dar Kemal considera că aceste propuneri sunt „departe, totuși, în fondul lor, de a satisface aspirațiile noastre naționale”. Acest tratat a fost semnat la Lausanne pe 24 iulie 1923. Armenia nu era menționată. Istoricul H.-L. Kieser a comentat:
„Pentru perdanți, dar și pentru umanitariștii internaționali, umbra conferinței era copleșitoare. Tratatul acepta tacit faptele războiului: genocidul armenilor otomani, masacrul asirienilor otomani, deportarea kurzilor otomani (1915–1916) și expulzarea otomanilor greco-ortodocși (1914 și 1919–1922), comise spre profitul turcizării⁠(fr)[traduceți] Anatoliei. Noul guvern de la Ankara abia își ascundea nașterea din sânul partidului Junilor Turci, direct responsabil de crimele comise între 1914–1918. Tratatul completa faptele războiului cu un transfer de populație până atunci necunoscut, cel al grecilor musulmani (356.000) și al otomanilor anatolieni de confesiune ortodoxă (290.000, cei deja expulzați numărând circa un milion și jumătate de persoane). Cu patru generații întârziere, abia recent acest transfer a început să fie deplâns, chiar și în Turcia. În ce privește crimele anterioare, negaționismul și apologia uneori grotescă, dar tacit autorizată de tratat, prevalează încă pe scară largă.”

## Istoriografia
Comunitatea istoricilor califică aceste evenimente drept genocid. Mai mulți istorici și specialiști în Holocaust, între care Elie Wiesel și Yehuda Bauer⁠(d), și-au făcut cunoscută în mod public poziția pe 9 iunie 2000, în New York Times, declarând „incontestabilă realitatea genocidului armean și încurajând democrațiile occidentale să o recunoască oficial”. Institutul Holocaustului și Genocidelor (cu sediul la Ierusalim), și Institutul pentru Studiul Genocidelor (cu sediul în New York) au stabilit ca fapt istoric genocidul armean. Pierre Vidal-Naquet⁠(d), o figură de frunte a luptei împotriva negării Holocaustului, spune că „este evident că, în cazul masacrului armenilor, statul turc este negaționist”, denunțând în același timp, împreună cu alți istorici cunoscuți, „intervențiile politice din ce în ce mai frecvente în evaluarea evenimentelor trecutului și procedurile judiciare împotriva istoricilor [...]”, reamintind că „într-un stat liber, nu este rolul nici al Parlamentului, nici al autorității judiciare să definească adevărul istoric.”
Această analiză istorică a genocidului armean este construită pe baza mărturiilor supraviețuitorilor, precum și pe cele ale observatorilor străini, și a fost îmbogățit grație deschiderii treptate a arhivelor oficiale ale Imperiului Otoman. Examinarea acestor arhive a permis istoricilor să-și completeze cunoștințele privind cei responsabili. Astfel, responsabilitatea genocidului (planificarea, intenția, organizarea și executarea) este atribuită, în principal, oficialilor din cadrul partidului Junilor Turci Ittihadiști, rolul acestui partid al Junilor Turci fiind similar cu cel al naziștilor din Germania din timpul celui de-al Doilea Război Mondial. Cu toate acestea, arhivele comitetului central, al triumviratului de la putere din cadrul Comitetului pentru Uniune și Progres au dispărut, ca și întregul schimb de telegrame referitor la genocid, iar documentele referitoare la Organizația Specială au fost arse. Mai recent, Nabil Na'eem, fondator al partidului egiptean Jihadul Democratic, acuză Turcia că a fost la originea incendierii în noiembrie 2011, de către Frăția Musulmană, a arhivelor naționale egiptene, cu scopul de a elimina orice document referitor la genocidul armean.
Statul turc, și „o mână de istorici la ordinele lui„ au dezvoltat studii care neagă genocidul armean⁠(d). Acești istorici turci sau interesați de istoria otomană și/sau turcă refuză să califice aceste evenimente drept genocid; ei vorbesc doar de masacre mai mult sau mai puțin spontane și despre deportări impuse de circumstanțe, și minimizează și numărul victimelor. Chiar dacă multe țări și organisme guvernamentale sau religioase din lume le-au definit oficial ca genocid, Turcia continuă să conteste amploarea a ceea ce ea numește „uciderile” „presupusul genocid armean”, adăugând că în acea perioadă au fost masacrați și numeroși turci. Această poziție a fost denunțată atât de către supraviețuitori cât și de către comunitatea istoricilor în ansamblul ei.
În plus, Asociația Internațională a Istoricilor Specializați în Studiul Genocidelor (International Association of Genocide Scholars), reprezentând majoritatea istoricilor europeni și nord-americani, a publicat o scrisoare deschisă adresată prim-ministrului turc, la 13 iunie 2005, cu scopul de a-i reaminti că nu numai comunitatea armeană, ci și sute de istorici, de diferite naționalități, independenți de orice guvern, au studiat și au stabilit realitatea Genocidului Armean:
„Negarea realității factuale și morale a genocidului armean rezultă nu din studiul istoric, ci dintr-o propagandă menită a-i exonera pe cei vinovați de responsabilitățile lor, a acuza victimele și a șterge semnificația morală a crimelor lor.”—International Association of Genocide Scholars

## Comemorarea genocidului

### Ziua de comemorare, 24 aprilie
Ziua Comemorării Genocidului Armean⁠(d) este sărbătoare legală în Armenia și în Nagorno-Karabah. Ea este și ocazie de comemorări în rândul diasporei armene⁠(d) din întreaga lume. La Erevan, o procesiune reunește în mod tradițional sute de mii de oameni până la Tsitsernakaberd⁠(d), memorialul genocidului. Data a fost aleasă pentru prima dată de către armenii din Liban⁠(d) pentru a comemora 50 de ani de la Genocidul Armean, în 1965. În aceeași zi, o demonstrație⁠(d) a peste 100.000 personnes a avut loc în Erevan. În Armenia Sovietică, ziua de 24 aprilie a devenit oficial zi de comemorare a Genocidului în anul 1988. Ziua de 24 aprilie este și zi de comemorare a Genocidului Asirian.
La 9 aprilie 1975, Camera Reprezentanților din Statele Unite a adoptat rezoluția nr. 148 prin care data de 24 aprilie era declarată „Ziua Națională de Comemorare a Inumanității Omului față de Om”. Rezoluția insistă pe victimele genocidurilor, în special ale Genocidului Armean. Cu toate acestea, rezoluția nu a trecut de etapa Comisiei Juridice a Senatului Statelor Unite⁠(d), din cauza opoziției puternice a președintelui Gerald Ford, care a considerat-o un atac la adresa alianței strategice cu Turcia. În 1997, Adunarea Statului California⁠(d) a declarat 24 aprilie Ziua Comemorării Genocidului Armean, precum și a victimelor pogromului din Sumgait în 1988 și a celui din Baku⁠(d) din 1990.
În diaspora, comemorările zilei de 24 aprilie sunt popularizate datorită acțiunilor împotriva Turciei inițiate de mișcări cum ar fi ASALA⁠(d); iar în 1981, în ziua de 24 aprilie a reunit peste 10.000 personnes în Franța. În fiecare an, comemorările din diaspora s-au făcut în preajma unor monumente dedicate victimelor Genocidului Armean⁠(d).

### Memoriale
Procesul de memorie, inclusiv din diaspora, a fost însoțit de realizarea de monumente în întreaga lume. Acestea sunt în principal sculpturi și uneori, și hacikare. Primul memorial al genocidului a fost construit în anul 1919, în timpul ocupației europene a Constantinopolului pe locul viitoarei piețe Taksim⁠(d) (unde la acea vreme se afla un cimitir armenesc). Acesta a fost distrus în 1922. Ulterior, primele monumente care mai rezistă și astăzi au fost realizate în 1960 cu ocazia împlinirii a cincizeci de ani, în India, în Statele Unite ale Americii la Montebello, în Armenia Sovietică la Etchmiadzin,și mai ales la Tsitsernakaberd⁠(d). La Deir ez-Zor (Siria), principalul loc de exterminare a armenilor, memorialul Genocidului Armean⁠(d) a fost construit în 1990 și aruncat în aer de Statul Islamic în 2014. În Franța, primul memorial a fost realizat la Decines-Charpieu⁠(d), în apropiere de Lyon (inaugurat în anul 1972, cu puțin timp înainte de cel din Marsilia⁠(d), în februarie 1973).

### Genocidul Armenilor în cultură

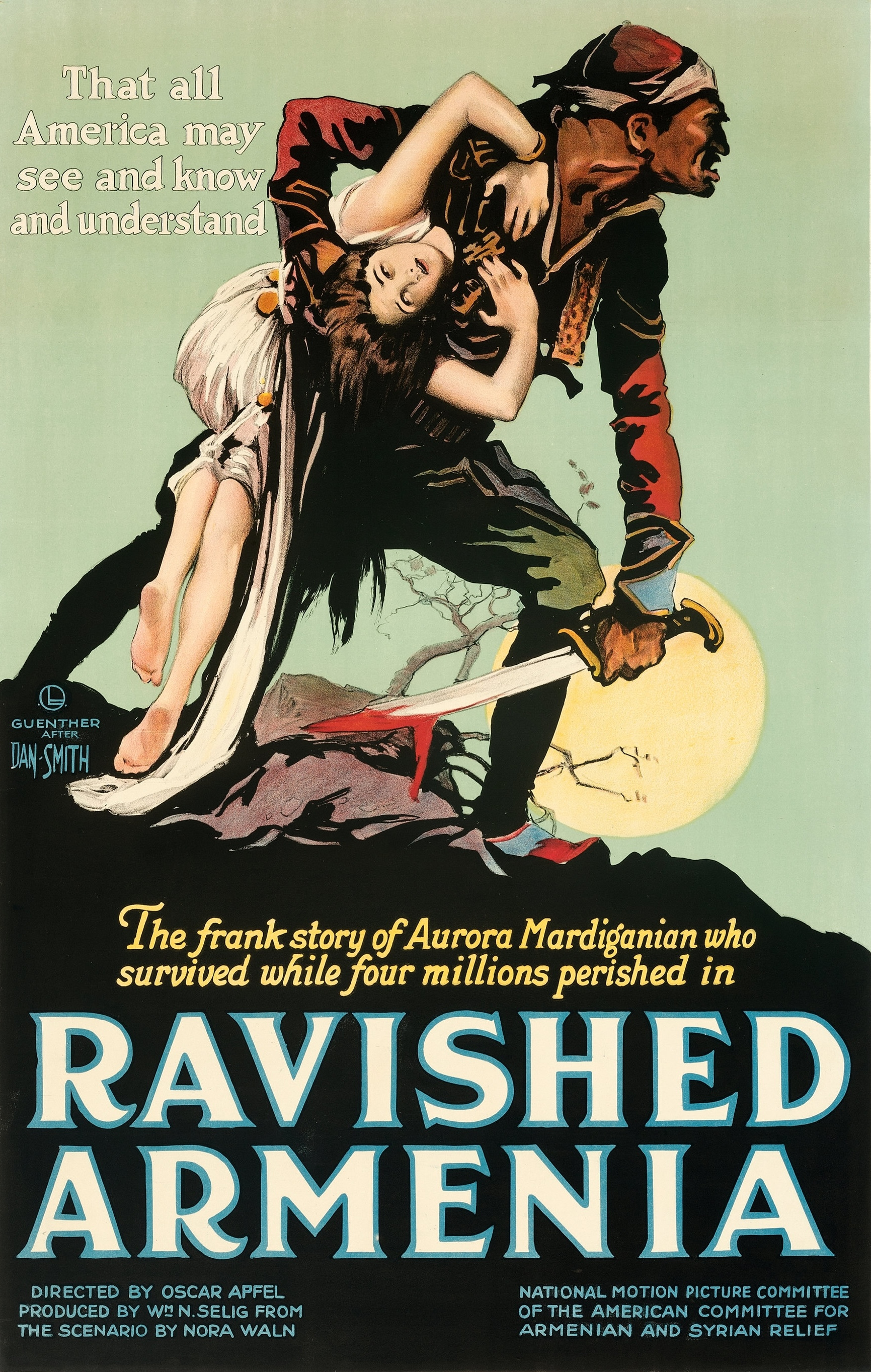
Afiș de promovare a filmului american ', din 1919, realizat după mărturia.

În afara mărturiilor publicate la sfârșitul anilor 1910, Genocidul Armean a devenit temă literară cel puțin începând cu 1933, când a apărut romanul Cele patruzeci de zile de la Musa Dagh⁠(d) de Franz Werfel. În diaspora, tema apare în filigran în opera lui William Saroyan. În 1980, genocidul se află în centrul romanului Barbă Albastră de Kurt Vonnegut. În benzile desenate, o producție suficient de semnificativă există cel puțin din anul 2000: seria Caietul cu flori de Laurent Galandon⁠(d) și Viviane Nicaise⁠(d) și volumul 5 din seria Decalogul⁠(d) de Frank Giroud⁠(d) și Bruno Rocco⁠(d), Răzbunătorul⁠(d), în care este tratată geneza asasinării lui Talaat Paşa de către Soghomon Tehlirian⁠(d). În pictură, se remarcă opera abstractă a lui Arshile Gorky⁠(d) în care genocidul apare ca un lait-motiv al întregii opere.
În cinematografie, și în contrast cu disciplinele enumerate mai sus, tratarea artistică a genocidului a fost mai timpurie, filmul Răpit Armenia⁠(d), pe baza relatării Aurorei Mardiganian⁠(d) având succes la public încă din 1919. În istoria cinematografiei, pot fi amintite America, America! (film) de Elia Kazan, Mayrig⁠(d) de Henri Verneuil, Ararat⁠(d) de Atom Egoyan⁠(d) sau The Cut⁠(d) de Fatih Akın care a fost lansat chiar cu ocazia centenarului Genocidului Armean, în 2015.
În muzică, pe lângă activitatea lui Komitas, se poate aminti cântecul Ils sont tombés⁠(d) al lui Charles Aznavour înregistrat exact la aniversarea a șaizeci de ani de la raidul din Constantinopol din 1915. În 2000, genocidul a fost menționat cu regularitate în cântece și spectacole live ale grupului System of a Down, ai cărei membri sunt toți urmași de supraviețuitori.

### Canonizarea martirilor
Joi, 23 aprilie 2015, la comemorarea centenară a genocidului, catholicosul Karekin al II-lea Nersissian a canonizat martirii care au murit în timpul Genocidului. În întreg creștinismul încă de la originile sale, a fost canonizarea celui mai mare număr de oameni efectuată vreodată. Ultima canonizare în Biserica Apostolică Armeană anterioară se efectuase în secolul al XV-lea, și a fost cea a lui Grigore din Tatev⁠(d).

## Recunoașterea și negarea Genocidului
Chestiunea recunoașterii Genocidului Armean, puțin menționat de-a lungul a mare parte din secolul al XX-lea, a fost revitalizată în primul rând prin apariția unor terorismului armean în anii 1970 (în special CJGA⁠(d) și ASALA⁠(d)) și apoi, cu ocazia deschiderii negocierilor între Uniunea Europeană și Turcia în vederea unei posibile aderări. Parlamentul European a recunoscut genocidul armean la data de 18 iunie 1987. Chestiunea este frecvent abordată în dezbaterile privind conformitatea politicii statului turc cu valorile morale ale Uniunii și, în special, cu angajamentul acestuia față de respectarea drepturilor omului.

### Poziția turcă
Actualul guvern turc își menține o poziție fermă de refuz al recunoașterii Genocidului și condamnă cu fermitate orice recunoaștere a genocidului de către guvernele sau parlamentele din alte țări. Guvernul turc nu a negat genocidul imediat după Primul Război Mondial. El este prezentat ca o dramatică consecință a războiului, denumită „tragedia din 1915”, și nu ca un act intenționat și formalizat.

#### Miza pentru Turcia
Dincolo de implicațiile morale și psihologice, atât pentru stat cât și pentru urmașii persoanelor implicate, recunoașterea oficială a genocidului din 1915-1916 implică chestiuni financiare și teritoriale importante pentru Turcia. Într-adevăr, guvernul turc crede că recunoașterea genocidului armean ar deschide calea pentru pretenții de despăgubire pe care Turcia nu vrea să le onoreze. Turcia se teme că ar putea fi obligată să plătească despăgubiri pentru pagubele umane, morale și materiale (cum a făcut Germania după Holocaust), sau chiar să retrocedeze Armeniei teritoriile pe care i le-a luat prin tratatul de la Sèvres, a căror compoziție etnică a fost subminată prin genocid, care fuseseră atribuite Armeniei prin tratatul de la Brest-Litovsk și care astăzi sunt situate în Turcia, dar, și în Azerbaidjan și Georgia).
Conform lui Taner Akcam, autorii genocidului se numără printre fondatorii Republicii Turcia, născută șapte ani după Genocid, iar guvernul turc, prin urmare, nu poate „accepta că unii dintre «marii eroi care au salvat patria» sunt niște criminali”. Recunoașterea Genocidului Armean ar fi echivalentă cu repunerea în discuție a bazelor identității naționale turce, pentru că ar însemna să recunoască că Republica Turcă a fost creată pornind de la eliminarea sistematică a armenilor și de la jefuirea proprietăților lor.

#### Poziția oficială
Astăzi, Republica Turcia refuză să recunoască existența Genocidului Armean și a numit evenimentele din 1915-1916 „Sözde Ermeni Soykırımı” („Presupusul Genocid Armean”). Noul Cod Penal, care dorea să aducă Turcia mai aproape de standardele europene în ceea ce privește drepturile omului, a fost denunțat de mai multe organizații internaționale, inclusiv de Reporteri fără frontiere și Amnesty International în special din cauza articolului 305, care pedepsește cu închisoare între trei și zece ani și cu amendă orice „faptă contrară intereselor fundamentale ale națiunii”; sentința poate fi extinsă și la cincisprezece ani de închisoare, dacă această opinie este exprimată în presă. Notele de fundamentare ale proiectului sugerează că acesta se poate aplica, printre altele, afirmațiilor despre Genocidul Armean. Parlamentul britanic a considerat și el că în acest articol din Codul Penal nu se face nicio mențiune a „Genocidului Armean”, însă recentele procese intentate persoanelor care vorbesc despre Genocidul Armean (între care Orhan Pamuk), arată că în Codul Penal turc (articolul 301⁠(d)) permite urmărirea penală a apărătorilor drepturilor omului, a jurnaliștilor și a altor membri ai societății civile care își exprimă pașnic opinii divergente.
Din 1993, un capitol din manualele de istorie este dedicat argumentelor împotriva acuzațiilor de genocid. În 2003, o circulară emisă de către Ministerul Educației invită profesorii să „denunțe pretențiile armenilor”. În școli se organizează concursuri de eseuri, inclusiv în cele câteva școli armenești care mai funcționează în Istanbul. Presa turcă în cele din urmă a ajuns să păstreze tăcerea. Ministerul turc al culturii apără pe site-ul său de internet o versiune negaționistă a istoriei. Argumentul în favoarea unui nerecunoașterii a calificării evenimentelor drept genocid se bazează în principal pe trei axe: contestarea amplorii numărului de victime, repunerea în discuției a intenției guvernului Junilor Turci, și inversarea vinei (ideea că armenii sunt responsabili pentru ceea ce li s-a întâmplat lor înșiși)..
În aprilie 2005, prim-ministrul⁠(d) turc Recep Tayyip Erdoğan a propus președintelui armean⁠(d) Robert Kocharyan înființarea unei comisii de istorici. Ministrul armean de externe Vartan Oskanian⁠(d), a răspuns condamnând propunerea de înființare a unei astfel de comisii ca pe o dorință a Turciei de a „își rescrie istoria în mod nerușinat și de a încerca să și-o răspândească în alte țări”. Chiar dacă guvernul turc afirmă în același timp că s-au deschis toate arhivele sale, această afirmație nu a fost acreditată de istorici independenți.
Pentru prima dată, pe 23 aprilie 2014, premierul Recep Tayyip Erdoğan adresa, într-un comunicat de presă, condoleanțe din partea Ankarei „nepoților armenilor uciși în 1915”. Acest lucru este considerat de unii ca un „prim pas istoric spre recunoașterea Genocidului Armean [de către] Turcia”. Textul indică faptul că „este o datorie umană să înțelegem și să împărtășim dorința armenilor de a-și comemora suferințele îndurate în acea epocă” și că „noi [Turcia] dorim ca armenii care și-au pierdut viețile în circumstanțele începutului secolului al XX-lea să se odihnească în pace și transmitem condoleanțele noastre nepoților lor”.

#### Opinia publică turcă
Populația kurdă recunoaște în mare majoritate realitatea genocidului. Este mai ales cazul Partidului Democratic al Popoarelor (HDP), considerat „pro-kurd”, și al Partidului Muncitorilor din Kurdistan (PKK), al cărui lider încarcerat Abdullah Öcalan a scris în acest sens, motiv pentru care o parte a presei turce i-a conferit porecla „sâmbure de armean”. Sociologul Adnan Celik a relevat, în urma unei cercetări realizate la Diyarbakır și în împrejurimi că „este frapant de observat unde anume coincide memoria kurzilor în ce privește locurile masacrelor cu mărturiile armenilor”. Biserica siriacă a fost restaurată și redeschisă cultului creștin în 2011 înainte ca guvernul lui Recep Tayyip Erdoğan să hotărască exproprierea întregului centru al orașului în numele luptei împotriva terorismului kurd, în 2016.
Informarea liberă și obiectivă pe acest subiect nu este posibilă în Turcia. Astfel, atunci când scriitorul Orhan Pamuk a declarat în 2005 unui cotidian elvețian, că „un milion de armeni și treizeci de mii de kurzi au fost uciși în Turcia”, un sub-prefect din Sütçüler (regiune din Isparta, în sud-vestul țării), a ordonat distrugerea tuturor cărților acestuia. La 16 decembrie 2005, pe numele lui Orhan Pamuk s-a depus o plângere penală la Istanbul pentru aceste observații, considerate o „insultă la adresa identității naționale turce”, el fiind pasibil la între șase luni și trei ani de închisoare; justiția turcă a renunțat, cu toate acestea, la urmărirea penală pe 23 ianuarie 2006.

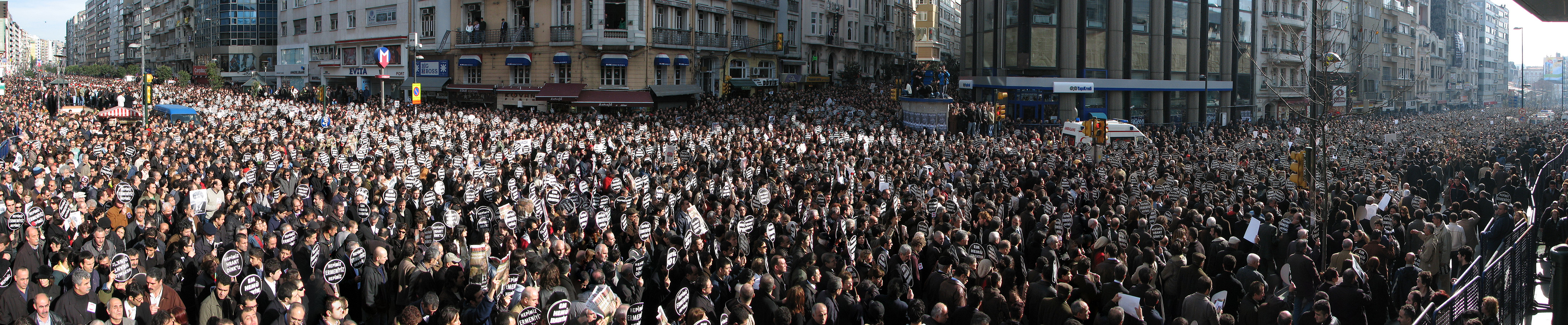
Manifestație la Istanbul, după asasinarea Hrant Dink (2007). Aproape 100 000 de participanți au defilat cu pancarte „Suntem cu toții Hrant Dink” și „Suntem cu toții armeni”

La 19 ianuarie 2007, Hrant Dink, redactor-șef al revistei armene din Istanbul Agos⁠(d) și principal promotor al recunoașterii Genocidului din Turcia, a fost asasinat de un tânăr naționalist. Aproape o sută de mii de manifestanți au ieșit pe străzile Istanbulului, cu ocazia înmormântării lui, ținând pancarte, care declarau „suntem cu toții armeni”, o premieră în Turcia, unde discursul rămăsese, până atunci, puternic influențat de poziția oficială a guvernului.
În mod similar, din ce în ce mai mulți armeni convertiți la islam se dezvăluie și își revendică originea, cum ar fi avocata și o femeia de litere din Turcia Fethiye Çetin⁠(d), care a aflat la vârsta de 24 de ani că bunica ei a fost o supraviețuitoare a Genocidului Armean, și a dezvăluit povestea acesteia într-un roman autobiografic publicat în 2004, Cartea bunicii mele. În 2013, Laure Marchand și Guillaume Perrier publicau Turcia și fantoma armeană, care analizează fenomenul de armenilor ascunși în Turcia, cunoscută sub sintagma „cioburi de sabie”.
Cu toate acestea, unii intelectuali, personalități publice, activiști pentru drepturile omului sau profesori turci sunt se înscriu împotriva versiunii falsificate a istoriei stabilite de către Ankara. Printre oamenii de știință, se pot aminti Taner Akçam care consideră că vinovații de genocid se numără printre fondatorii Republicii Turcia născută șapte ani mai târziu și că guvernul turc nu acceptă că „printre marii eroi care au salvat patria” unii au fost și criminali. El a fost primul turc care a deschis arhivele otomane și a recunoscut genocidul.
La 15 decembrie 2008, patru intelectuali, Cengiz Aktar⁠(d) și Ali Bayramoglu, Ahmet Insel, și Baskın Oran, a lansat petiția özür diliyorum („Ne cerem iertare”). Autorii, apărători de multă vreme ai cauzei, lucrează de doi ani la această petiție, care vizează recunoașterea de către statul turc a Genocidului Armean. Textul spune: „conștiința mea nu poate accepta să rămân indiferent față de Marea Catastrofă pe care au îndurat-o armenii otomani în 1915, și să o neg. Eu resping această nedreptate și, din partea mea, împărtășesc sentimentele și suferințele surorilor și fraților mei armeni și le cer iertare.” Se strânseseră chiar în aceeași zi, o mie de semnături din partea mai multor intelectuali, artiști și universitari turci, fapt fără precedent în Turcia. Două zile mai târziu se strânseseră 10000 de semnături. Dar imediat au apărut și au strâns un număr comparabil de semnături și site-uri „concurente” care refuzau să-și ceară scuze, negau Genocidul sau denunțau atitudinea asumată de armeni în timpul Primului Război Mondial. Potrivit unui sondaj din luna ianuarie a anului 2015, mai puțin de 10 % din turci sunt în favoarea recunoașterii Genocidului Armean de către Turcia.

### Poziția armeană
Republica Armenia nu exista ca stat în timpul Genocidului, și are foarte puține arhive proprii pe tema acestuia. Ele sunt fie în Moscova, fie la Ierusalim în grija Patriarhiei Armene de Ierusalim⁠(d), ale cărei arhive au fost descoperite abia în 1967. Acestea conțin multe documente despre curțile marțiale otomane din 1919.
Republica Armenia susține în mod oficial recunoașterea internațională a genocidului armean, pe baza activității comunității istoricilor, și deleagă activitate de lobby diasporei împrăștiate în toată lumea. Relațiile cu Turcia sunt în continuare tensionate, caracterizate printr-un front comun turco-azer, în urma războiului din Nagorno-Karabah, și prin lipsa relațiilor diplomatice, în ciuda încercării de reconciliere turco-armeană, în 2008, susținută de puterile occidentale, care însă a eșuat din cauza situației din Nagorno-Karabah, precum și din cauza poziției de negare a Turciei. Protocoalele turco-armene din 2008 sunt îngropate definitiv, în februarie 2015, după ce Erdogan a schimbat data comemorării bătăliei de la Gallipoli la 24 aprilie 1915 (până atunci ea fiind comemorată în mod tradițional pe 25 mai), în scopul de a dilua importanța comemorării centenarului genocidului armean⁠(d).

### Comunitatea internațională

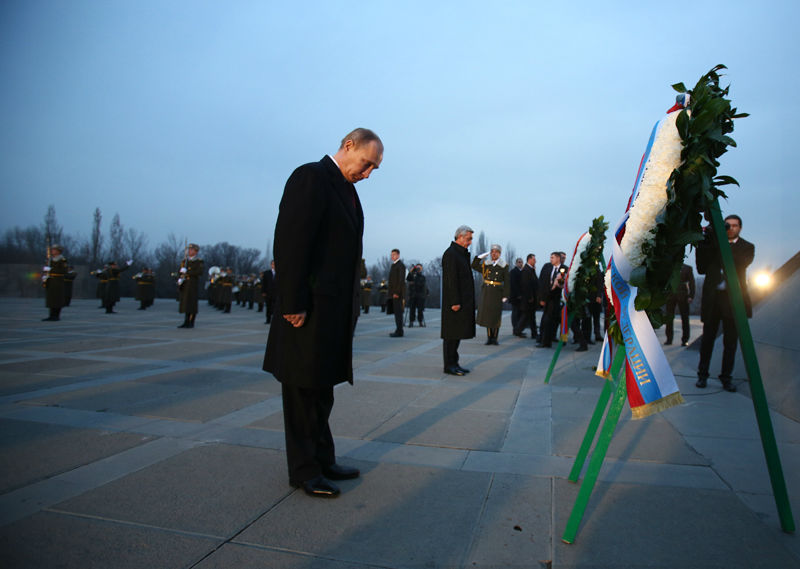
Președintele rus, Vladimir Putin, plecându-se în fața memorialului victimelor Genocidului Armean, Tsitsernakaberd, în 2013.

Țările sau parlamentele naționale care au recunoscut genocidul armean erau în aprilie 2017 în număr de 29: Uruguay, Camera Deputaților din Cipru, Camera Reprezentanților din Statele Unite ale Americii, Duma de stat a Rusiei, Parlamentul Greciei, senatul Belgiei, Parlamentul Suediei, Parlamentul Republicii Liban, Vaticanul, Parlamentul Franței, Consiliul Național⁠(d) al Elveției (împotriva avizului negativ al Consiliului Federal), Argentina, Armenia, Italia, Țările de Jos, Slovacia, Canada (Quebec), Polonia, Lituania, Venezuela, Chile, Brazilia, Paraguay, Bolivia, Republica Cehă, Austria, Luxemburg, Siria, Bulgaria și Germania.
Unele instituții internaționale și regionale au recunoscut și ele Genocidul:  Tribunalul Permanent al Popoarelor⁠(d), Parlamentul European, Consiliul Europei, Mercosur, Parlamentul Americii Latine⁠(d) și Consiliul Mondial al Bisericilor. În ceea ce privește ONU, raportul Whitaker⁠(d) a sugerat subcomisiei Organizației Națiunilor Unite pentru protejarea drepturilor omului și minorităților să recunoască caracterul de genocid al mai multor masacre, inclusiv cea împotriva armenilor. Cu toate acestea, problema a dat naștere la controverse, ceea ce a făcut ca, de facto, niciun masacru dinainte de 1948 să nu fie calificat drept genocid de către ONU.
Alte țări au refuzat să considere masacrarea armenilor drept genocid: este vorba de Regatul Unit (Țara Galilor, Scoția și Irlanda de Nord au recunoscut toate Genocidul Armean) și al statului Israel, dar cea mai înaltă autoritate religioasă din Israel, în persoana șef-rabinului, a recunoscut Genocidul Armean.

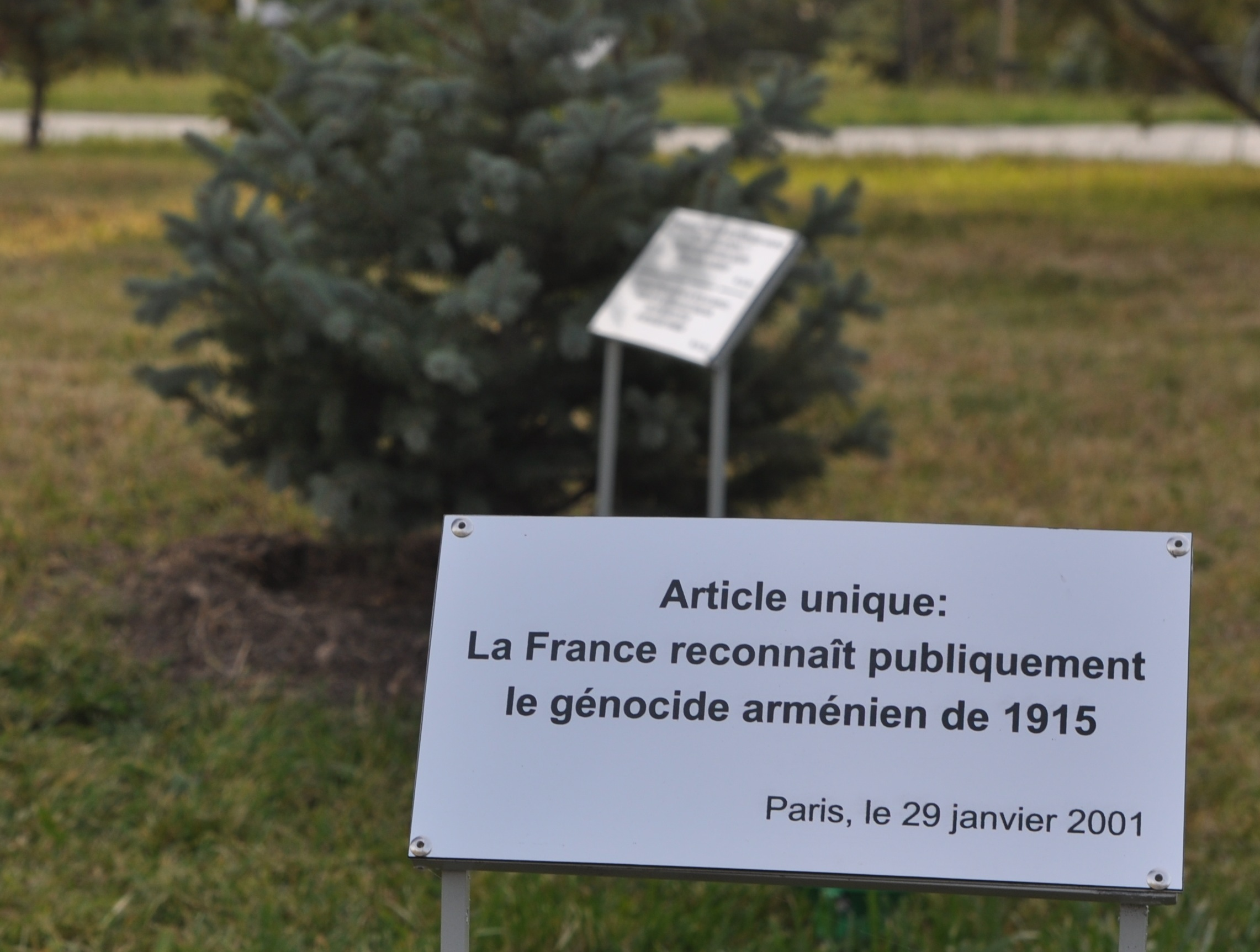
Placă despre recunoașterea genocidului armean la memorialul din Erevan.

La 12 aprilie 2015, papa Francisc a declarat în timpul liturghiei celebrată cu ocazia centenarului genocidului armean⁠(d) la Vatican: „Omenirea noastră a trăit secolul trecut trei mari tragedii nemaiauzite: prima a fost cea considerată ca «primul genocid al secolului al XX-lea»; ea a lovit în poporul vostru armean — primul popor creștin — precum și în sirienii catolici și ortodocși, în asirieni, în chaldeeni și în greci.” Papa l-a proclamat, cu această ocazie, pe Grigore din Narek, sfânt de origine armeană, al 36-lea doctor al Bisericii.

## Vezi și
- Listă de masacre îndreptate împotriva armenilor
- Genocidul asirian